# Список эскадренных миноносцев США по алфавиту
В список включены эскадренные миноносцы (включая эскортные миноносцы) Соединённых штатов Америки, когда-либо состоявшие на вооружении Военно-Морских сил США. В список не включены эсминцы, постройка которых не была закончена, а также планировавшиеся к закладке, но не заложенные.

## А
| # A B C D E F G H I J K L M N O P Q R S T U V W X Y Z |

1. Aaron Ward (DD-132) — эскадренный миноносец типа «Викс».
2. Aaron Ward (DD-483) — эскадренный миноносец типа «Гливс».
3. Abbot (DD-184) — эскадренный миноносец типа «Викс».
4. Abbot (DD-629) — эскадренный миноносец типа «Флетчер».
5. Abel P. Upshur (DD-193) — эскадренный миноносец типа «Клемсон».
6. Abel P. Upshur (DD-193) — эскадренный миноносец типа «Клемсон».
7. Abercrombie (DE-343) — эскортный миноносец типа «Джон Батлер».
8. Abner Read (DD-526) — эскадренный миноносец типа «Флетчер».
9. Acree (DE-167) — эскортный миноносец типа «Кэннон».
10. Agerholm (DD-826) — эскадренный миноносец типа «Гиринг».
11. Ahrens (DE-575) — эскортный миноносец типа «Бакли».
12. Albert T. Harris (DE-447) — эскортный миноносец типа «Джон Батлер».
13. Albert W. Grant (DD-649) — эскадренный миноносец типа «Флетчер».
14. Alden (DD-211) — эскадренный миноносец типа «Клемсон».
15. Alexander J. Luke (DE-577) — эскортный миноносец типа «Бакли».
16. Alfred A. Cunningham (DD-752) — эскадренный миноносец типа «Аллен М. Самнер».
17. Alger (DE-101) — эскортный миноносец типа «Кэннон».
18. Allen (DD-66) — эскадренный миноносец типа «Сэмпсон».
19. Allen M. Sumner (DD-692) — эскадренный миноносец типа «Аллен М. Самнер».
20. Alvin C. Cockrell (DE-366) — эскортный миноносец типа «Джон Батлер».
21. Amesbury (DE-66) — эскортный миноносец типа «Бакли».
22. Amick (DE-168) — эскортный миноносец типа «Кэннон».
23. Ammen (DD-35) — эскадренный миноносец типа «Полдинг».
24. Ammen (DD-527) — эскадренный миноносец типа «Флетчер».
25. Anderson (DD-411) — эскадренный миноносец типа «Симс».
26. Andres (DE-45) — эскортный миноносец типа «Эвартс».
27. Anthony (DD-172) — эскадренный миноносец типа «Викс».
28. Anthony (DD-515) — эскадренный миноносец типа «Флетчер».
29. Arleigh Burke (DDG-51) — эскадренный миноносец типа «Арли Бёрк».
30. Arnold J. Isbell (DD-869) — эскадренный миноносец типа «Гиринг».
31. Arthur W. Radford (DD-968) — эскадренный миноносец типа «Спрюэнс».
32. Atherton (DE-169) — эскортный миноносец типа «Кэннон».
33. Aulick (DD-258) — эскадренный миноносец типа «Клемсон».
34. Aulick (DD-569) — эскадренный миноносец типа «Флетчер».
35. Ault (DD-698) — эскадренный миноносец типа «Аллен М. Самнер».
36. Austin (DE-15) — эскортный миноносец типа «Эвартс».
37. Aylwin (DD-355) — эскадренный миноносец типа «Фаррагут».
38. Aylwin (DD-47) — эскадренный миноносец типа «Элвин».

## B
| # A B C D E F G H I J K L M N O P Q R S T U V W X Y Z |

1. Babbitt (DD-128) — эскадренный миноносец типа «Викс».
2. Bache (DD-470) — эскадренный миноносец типа «Флетчер».
3. Badger (DD-126) — эскадренный миноносец типа «Викс».
4. Bagley (DD-185) — эскадренный миноносец типа «Викс».
5. Bagley (DD-386) — эскадренный миноносец типа «Бэгли».
6. Bailey (DD-269) — эскадренный миноносец типа «Клемсон».
7. Bailey (DD-492) — эскадренный миноносец типа «Бенсон».
8. Bainbridge (DD-1) — эскадренный миноносец типа «Бейнбридж».
9. Bainbridge (DD-246) — эскадренный миноносец типа «Клемсон».
10. Bainbridge (DDG-96) — эскадренный миноносец типа «Арли Бёрк».
11. Baker (DE-190) — эскортный миноносец типа «Кэннон».
12. Balch (DD-363) — эскадренный миноносец типа «Портер».
13. Balch (DD-50) — эскадренный миноносец типа «Элвин».
14. Baldwin (DD-624) — эскадренный миноносец типа «Гливс».
15. Ballard (DD-267) — эскадренный миноносец типа «Клемсон».
16. Bancroft (DD-256) — эскадренный миноносец типа «Клемсон».
17. Bancroft (DD-598) — эскадренный миноносец типа «Бенсон».
18. Bangust (DE-739) — эскортный миноносец типа «Кэннон».
19. Barber (DE-161) — эскортный миноносец типа «Бакли».
20. Barker (DD-213) — эскадренный миноносец типа «Клемсон».
21. Barney (DD-149) — эскадренный миноносец типа «Викс».
22. Barney (DDG-6) — эскадренный миноносец типа «Чарльз Ф. Адамс».
23. Baron (DE-166) — эскортный миноносец типа «Кэннон».
24. Barr (DE-576) — эскортный миноносец типа «Бакли».
25. Barry (DD-2) — эскадренный миноносец типа «Бейнбридж».
26. Barry (DD-248) — эскадренный миноносец типа «Клемсон».
27. Barry (DD-933) — эскадренный миноносец типа «Форрест Шерман».
28. Barry (DDG-52) — эскадренный миноносец типа «Арли Бёрк».
29. Barton (DD-599) — эскадренный миноносец типа «Бенсон».
30. Barton (DD-722) — эскадренный миноносец типа «Аллен М. Самнер».
31. Basilone (DD-824) — эскадренный миноносец типа «Гиринг».
32. Bassett APD-73) — эскортный миноносец типа «Бакли».
33. Bates (DE-68) — эскортный миноносец типа «Бакли».
34. Bauer (DE-1025) — эскортный миноносец типа «Деали».
35. Bausell (DD-845) — эскадренный миноносец типа «Гиринг».
36. Bayntun (K310) — эскортный миноносец типа «Эвартс».
37. Bazely (K311) — эскортный миноносец типа «Эвартс».
38. Beale (DD-40) — эскадренный миноносец типа «Полдинг».
39. Beale (DD-471) — эскадренный миноносец типа «Флетчер».
40. Bearss (DD-654) — эскадренный миноносец типа «Флетчер».
41. Beatty (DD-640) — эскадренный миноносец типа «Гливс».
42. Beatty (DD-756) — эскадренный миноносец типа «Аллен М. Самнер».
43. Bebas (DE-10) — эскортный миноносец типа «Эвартс».
44. Belknap (DD-251) — эскадренный миноносец типа «Клемсон».
45. Bell (DD-587) — эскадренный миноносец типа «Флетчер».
46. Bell (DD-95) — эскадренный миноносец типа «Викс».
47. Benfold (DDG-65) — эскадренный миноносец типа «Арли Бёрк».
48. Benham (DD-397) — эскадренный миноносец типа «Бэнхэм».
49. Benham (DD-49) — эскадренный миноносец типа «Элвин».
50. Benham (DD-796) — эскадренный миноносец типа «Флетчер».
51. Benjamin Stoddert (DDG-22) — эскадренный миноносец типа «Чарльз Ф. Адамс».
52. Benner (DD-807) — эскадренный миноносец типа «Гиринг».
53. Bennett (DD-473) — эскадренный миноносец типа «Флетчер».
54. Bennion (DD-662) — эскадренный миноносец типа «Флетчер».
55. Benson (DD-421) — эскадренный миноносец типа «Бенсон».
56. Berkeley (DDG-15) — эскадренный миноносец типа «Чарльз Ф. Адамс».
57. Bernadou (DD-153) — эскадренный миноносец типа «Викс».
58. Berry (K312) — эскортный миноносец типа «Эвартс».
59. Biddle (DD-151) — эскадренный миноносец типа «Викс».
60. Bigelow (DD-942) — эскадренный миноносец типа «Форрест Шерман».
61. Billingsley (DD-293) — эскадренный миноносец типа «Клемсон».
62. Bivin (DE-536) — эскортный миноносец типа «Джон Батлер».
63. Black (DD-666) — эскадренный миноносец типа «Флетчер».
64. Blackwood (K313) — эскортный миноносец типа «Эвартс».
65. Blair (DE-147) — эскортный миноносец типа «Эдселл».
66. Blakeley (DD-150) — эскадренный миноносец типа «Викс».
67. Blandy (DD-943) — эскадренный миноносец типа «Форрест Шерман».
68. Blessman (DE-69) — эскортный миноносец типа «Бакли».
69. Blue (DD-387) — эскадренный миноносец типа «Бэгли».
70. Blue (DD-744) — эскадренный миноносец типа «Аллен М. Самнер».
71. Boggs (DD-136) — эскадренный миноносец типа «Викс».
72. Booth (DE-170) — эскортный миноносец типа «Кэннон».
73. Bordelon (DD-881) — эскадренный миноносец типа «Гиринг».
74. Borie (DD-215) — эскадренный миноносец типа «Клемсон».
75. Borie (DD-704) — эскадренный миноносец типа «Аллен М. Самнер».
76. Borum (DE-790) — эскортный миноносец типа «Бакли».
77. Bostwick (DE-103) — эскортный миноносец типа «Кэннон».
78. Bowers (DE-637) — эскортный миноносец типа «Бакли».
79. Boyd (DD-544) — эскадренный миноносец типа «Флетчер».
80. Boyle (DD-600) — эскадренный миноносец типа «Бенсон».
81. Brackett (DE-41) — эскортный миноносец типа «Эвартс».
82. Bradford (DD-545) — эскадренный миноносец типа «Флетчер».
83. Braine (DD-630) — эскадренный миноносец типа «Флетчер».
84. Branch (DD-197) — эскадренный миноносец типа «Клемсон».
85. Bray (DE-709) — эскортный миноносец типа «Рэддероу».
86. Breck (DD-283) — эскадренный миноносец типа «Клемсон».
87. Breckinridge (DD-148) — эскадренный миноносец типа «Викс».
88. Breeman (DE-104) — эскортный миноносец типа «Кэннон».
89. Breese (DD-122) — эскадренный миноносец типа «Викс».
90. Brennan (DE-13) — эскортный миноносец типа «Эвартс».
91. Bridget (DE-1024) — эскортный миноносец типа «Деали».
92. Bright (DE-747) — эскортный миноносец типа «Кэннон».
93. Brinkley Bass (DD-887) — эскадренный миноносец типа «Гиринг».
94. Briscoe (DD-977) — эскадренный миноносец типа «Спрюэнс».
95. Brister (DE-327) — эскортный миноносец типа «Эдселл».
96. Bristol (DD-453) — эскадренный миноносец типа «Гливс».
97. Bristol (DD-857) — эскадренный миноносец типа «Аллен М. Самнер».
98. Bronstein (DE-189) — эскортный миноносец типа «Кэннон».
99. Brooks (DD-232) — эскадренный миноносец типа «Клемсон».
100. Broome (DD-210) — эскадренный миноносец типа «Клемсон».
101. Brough (DE-148) — эскортный миноносец типа «Эдселл».
102. Brown (DD-546) — эскадренный миноносец типа «Флетчер».
103. Brownson (DD-518) — эскадренный миноносец типа «Флетчер».
104. Brownson (DD-868) — эскадренный миноносец типа «Гиринг».
105. Bruce (DD-329) — эскадренный миноносец типа «Клемсон».
106. Brush (DD-745) — эскадренный миноносец типа «Аллен М. Самнер».
107. Bryant (DD-665) — эскадренный миноносец типа «Флетчер».
108. Buchanan (DD-131) — эскадренный миноносец типа «Викс».
109. Buchanan (DD-484) — эскадренный миноносец типа «Гливс».
110. Buchanan (DDG-14) — эскадренный миноносец типа «Чарльз Ф. Адамс».
111. Buck (DD-420) — эскадренный миноносец типа «Симс».
112. Buck (DD-761) — эскадренный миноносец типа «Аллен М. Самнер».
113. Buckley (DE-51) — эскортный миноносец типа «Бакли».
114. Bulkeley (DDG-84) — эскадренный миноносец типа «Арли Бёрк».
115. Bull (DE-693) — эскортный миноносец типа «Бакли».
116. Bullard (DD-660) — эскадренный миноносец типа «Флетчер».
117. Bulmer (DD-222) — эскадренный миноносец типа «Клемсон».
118. Bunch (DE-694) — эскортный миноносец типа «Бакли».
119. Burden R. Hastings (DE-19) — эскортный миноносец типа «Эвартс».
120. Burges (K347) — эскортный миноносец типа «Эвартс».
121. Burke (DE-215) — эскортный миноносец типа «Бакли».
122. Burns (DD-171) — эскадренный миноносец типа «Викс».
123. Burns (DD-588) — эскадренный миноносец типа «Флетчер».
124. Burrows (DD-29) — эскадренный миноносец типа «Полдинг».
125. Burrows (DE-105) — эскортный миноносец типа «Кэннон».
126. Bush (DD-166) — эскадренный миноносец типа «Викс».
127. Bush (DD-529) — эскадренный миноносец типа «Флетчер».
128. Butler (DD-636) — эскадренный миноносец типа «Гливс».

## C
| # A B C D E F G H I J K L M N O P Q R S T U V W X Y Z |

1. Cabana (DE-260) — эскортный миноносец типа «Эвартс».
2. Calcaterra (DE-390) — эскортный миноносец типа «Эдселл».
3. Caldwell (DD-605) — эскадренный миноносец типа «Бенсон».
4. Caldwell (DD-69) — эскадренный миноносец типа «Колдуэлл».
5. Callaghan (DD-792) — эскадренный миноносец типа «Флетчер».
6. Callaghan (DDG-994) — эскадренный миноносец типа «Кидд».
7. Camp (DE-251) — эскортный миноносец типа «Эдселл».
8. Canfield (DE-262) — эскортный миноносец типа «Эвартс».
9. Cannon (DE-99) — эскортный миноносец типа «Кэннон».
10. Caperton (DD-650) — эскадренный миноносец типа «Флетчер».
11. Capps (DD-550) — эскадренный миноносец типа «Флетчер».
12. Carlson (DE-9) — эскортный миноносец типа «Эвартс».
13. Carmick (DD-493) — эскадренный миноносец типа «Гливс».
14. Carney (DDG-64) — эскадренный миноносец типа «Арли Бёрк».
15. Caron (DD-970) — эскадренный миноносец типа «Спрюэнс».
16. Carpenter (DD-825) — эскадренный миноносец типа «Гиринг».
17. Carroll (DE-171) — эскортный миноносец типа «Кэннон».
18. Carter (DE-112) — эскортный миноносец типа «Кэннон».
19. Case (DD-285) — эскадренный миноносец типа «Клемсон».
20. Case (DD-370) — эскадренный миноносец типа «Мэхэн».
21. Cassin (DD-372) — эскадренный миноносец типа «Мэхэн».
22. Cassin (DD-43) — эскадренный миноносец типа «Кэссен».
23. Cassin Young (DD-793) — эскадренный миноносец типа «Флетчер».
24. Cates (DE-763) — эскортный миноносец типа «Кэннон».
25. Cecil J. Doyle (DE-368) — эскортный миноносец типа «Джон Батлер».
26. Chafee (DDG-90) — эскадренный миноносец типа «Арли Бёрк».
27. Chaffee (DE-230) — эскортный миноносец типа «Рэддероу».
28. Chambers (DE-391) — эскортный миноносец типа «Эдселл».
29. Champlin (DD-104) — эскадренный миноносец типа «Викс».
30. Champlin (DD-601) — эскадренный миноносец типа «Бенсон».
31. Chandler (DD-206) — эскадренный миноносец типа «Клемсон».
32. Chandler (DDG-996) — эскадренный миноносец типа «Кидд».
33. Charles Ausburn (DD-294) — эскадренный миноносец типа «Клемсон».
34. Charles Ausburne (DD-570) — эскадренный миноносец типа «Флетчер».
35. Charles Berry (DE-1035) — эскортный миноносец типа «Клод Джонс».
36. Charles E. Brannon (DE-446) — эскортный миноносец типа «Джон Батлер».
37. Charles F. Adams (DDG-2) — эскадренный миноносец типа «Чарльз Ф. Адамс».
38. Charles F. Hughes (DD-428) — эскадренный миноносец типа «Бенсон».
39. Charles H. Roan (DD-853) — эскадренный миноносец типа «Гиринг».
40. Charles J. Badger (DD-657) — эскадренный миноносец типа «Флетчер».
41. Charles J. Kimmel (DE-584) — эскортный миноносец типа «Рэддероу».
42. Charles Lawrence (DE-53) — эскортный миноносец типа «Бакли».
43. Charles P. Cecil (DD-835) — эскадренный миноносец типа «Гиринг».
44. Charles R. Greer (DE-23) — эскортный миноносец типа «Эвартс».
45. Charles R. Ware (DD-865) — эскадренный миноносец типа «Гиринг».
46. Charles S. Sperry (DD-697) — эскадренный миноносец типа «Аллен М. Самнер».
47. Charrette (DD-581) — эскадренный миноносец типа «Флетчер».
48. Chase (DD-323) — эскадренный миноносец типа «Клемсон».
49. Chase (DE-158) — эскортный миноносец типа «Бакли».
50. Chatelain (DE-149) — эскортный миноносец типа «Эдселл».
51. Chauncey (DD-296) — эскадренный миноносец типа «Клемсон».
52. Chauncey (DD-3) — эскадренный миноносец типа «Бейнбридж».
53. Chauncey (DD-667) — эскадренный миноносец типа «Флетчер».
54. Chester T. O’Brien (DE-421) — эскортный миноносец типа «Джон Батлер».
55. Chevalier (DD-451) — эскадренный миноносец типа «Флетчер».
56. Chevalier (DD-805) — эскадренный миноносец типа «Гиринг».
57. Chew (DD-106) — эскадренный миноносец типа «Викс».
58. Childs (DD-241) — эскадренный миноносец типа «Клемсон».
59. Christopher (DE-100) — эскортный миноносец типа «Кэннон».
60. Chung-Hoon (DDG-93) — эскадренный миноносец типа «Арли Бёрк».
61. Clarence K. Bronson (DD-668) — эскадренный миноносец типа «Флетчер».
62. Clarence L. Evans (DE-113) — эскортный миноносец типа «Кэннон».
63. Clark (DD-361) — эскадренный миноносец типа «Портер».
64. Claud Jones (DE-1033) — эскортный миноносец типа «Клод Джонс».
65. Claude V. Ricketts (DDG-5) — эскадренный миноносец типа «Чарльз Ф. Адамс».
66. Claxton (DD-140) — эскадренный миноносец типа «Викс».
67. Claxton (DD-571) — эскадренный миноносец типа «Флетчер».
68. Clemson (DD-186) — эскадренный миноносец типа «Клемсон».
69. Cloues (DE-265) — эскортный миноносец типа «Эвартс».
70. Coates (DE-685) — эскортный миноносец типа «Рэддероу».
71. Cochrane (DDG-21) — эскадренный миноносец типа «Чарльз Ф. Адамс».
72. Cockrill (DE-398) — эскортный миноносец типа «Эдселл».
73. Cofer (DE-208) — эскортный миноносец типа «Бакли».
74. Coffman (DE-191) — эскортный миноносец типа «Кэннон».
75. Coghlan (DD-326) — эскадренный миноносец типа «Клемсон».
76. Coghlan (DD-606) — эскадренный миноносец типа «Бенсон».
77. Cogswell (DD-651) — эскадренный миноносец типа «Флетчер».
78. Colahan (DD-658) — эскадренный миноносец типа «Флетчер».
79. Cole (DD-155) — эскадренный миноносец типа «Викс».
80. Cole (DDG-67) — эскадренный миноносец типа «Арли Бёрк».
81. Colhoun (DD-801) — эскадренный миноносец типа «Флетчер».
82. Colhoun (DD-85) — эскадренный миноносец типа «Викс».
83. Collett (DD-730) — эскадренный миноносец типа «Аллен М. Самнер».
84. Compton (DD-705) — эскадренный миноносец типа «Аллен М. Самнер».
85. Comte de Grasse (DD-974) — эскадренный миноносец типа «Спрюэнс».
86. Cone (DD-866) — эскадренный миноносец типа «Гиринг».
87. Conklin (DE-439) — эскортный миноносец типа «Джон Батлер».
88. Conner (DD-582) — эскадренный миноносец типа «Флетчер».
89. Conner (DD-72) — эскадренный миноносец типа «Колдуэлл».
90. Connolly (DE-306) — эскортный миноносец типа «Эвартс».
91. Conolly (DD-979) — эскадренный миноносец типа «Спрюэнс».
92. Converse (DD-291) — эскадренный миноносец типа «Клемсон».
93. Converse (DD-509) — эскадренный миноносец типа «Флетчер».
94. Conway (DD-507) — эскадренный миноносец типа «Флетчер».
95. Cony (DD-508) — эскадренный миноносец типа «Флетчер».
96. Conyngham (DD-371) — эскадренный миноносец типа «Мэхэн».
97. Conyngham (DD-58) — эскадренный миноносец типа «Такер».
98. Conyngham (DDG-17) — эскадренный миноносец типа «Чарльз Ф. Адамс».
99. Coolbaugh (DE-217) — эскортный миноносец типа «Бакли».
100. Cooner (DE-172) — эскортный миноносец типа «Кэннон».
101. Coontz (DDG-40) — эскадренный миноносец типа «Кунц».
102. Cooper (DD-695) — эскадренный миноносец типа «Аллен М. Самнер».
103. Corbesier (DE-106) — эскортный миноносец типа «Кэннон».
104. Corbesier (DE-438) — эскортный миноносец типа «Джон Батлер».
105. Corry (DD-334) — эскадренный миноносец типа «Клемсон».
106. Corry (DD-463) — эскадренный миноносец типа «Гливс».
107. Corry (DD-817) — эскадренный миноносец типа «Гиринг».
108. Cotten (DD-669) — эскадренный миноносец типа «Флетчер».
109. Courtney (DE-1021) — эскортный миноносец типа «Деали».
110. Cowell (DD-167) — эскадренный миноносец типа «Викс».
111. Cowell (DD-547) — эскадренный миноносец типа «Флетчер».
112. Cowie (DD-632) — эскадренный миноносец типа «Гливс».
113. Crane (DD-109) — эскадренный миноносец типа «Викс».
114. Craven (DD-382) — эскадренный миноносец типа «Гридли».
115. Craven (DD-70) — эскадренный миноносец типа «Колдуэлл».
116. Cromwell (DE-1014) — эскортный миноносец типа «Деали».
117. Cronin (DE-704) — эскортный миноносец типа «Бакли».
118. Cronon (DE-107) — эскортный миноносец типа «Кэннон».
119. Crosby (DD-164) — эскадренный миноносец типа «Викс».
120. Crosley (DE-108) — эскортный миноносец типа «Кэннон».
121. Cross (DE-448) — эскортный миноносец типа «Джон Батлер».
122. Crouter (DE-11) — эскортный миноносец типа «Эвартс».
123. Crowley (DE-303) — эскортный миноносец типа «Эвартс».
124. Crowninshield (DD-134) — эскадренный миноносец типа «Викс».
125. Cummings (DD-365) — эскадренный миноносец типа «Мэхэн».
126. Cummings (DD-44) — эскадренный миноносец типа «Кэссен».
127. Currier (DE-700) — эскортный миноносец типа «Бакли».
128. Curtis Wilbur (DDG-54) — эскадренный миноносец типа «Арли Бёрк».
129. Cushing (DD-376) — эскадренный миноносец типа «Мэхэн».
130. Cushing (DD-55) — эскадренный миноносец типа «О’Брайен».
131. Cushing (DD-797) — эскадренный миноносец типа «Флетчер».
132. Cushing (DD-985) — эскадренный миноносец типа «Спрюэнс».

## D
| # A B C D E F G H I J K L M N O P Q R S T U V W X Y Z |

1. Dahlgren (DD-187) — эскадренный миноносец типа «Клемсон».
2. Dahlgren (DDG-43) — эскадренный миноносец типа «Кунц».
3. Dale (DD-290) — эскадренный миноносец типа «Клемсон».
4. Dale (DD-353) — эскадренный миноносец типа «Фаррагут».
5. Dale (DD-4) — эскадренный миноносец типа «Бейнбридж».
6. Dale W. Peterson (DE-337) — эскортный миноносец типа «Эдселл».
7. Dallas (DD-199) — эскадренный миноносец типа «Клемсон».
8. Daly (DD-519) — эскадренный миноносец типа «Флетчер».
9. Damato (DD-871) — эскадренный миноносец типа «Гиринг».
10. Damon M. Cummings (DE-643) — эскортный миноносец типа «Бакли».
11. Daniel (DE-335) — эскортный миноносец типа «Эдселл».
12. Daniel A. Joy (DE-585) — эскортный миноносец типа «Рэддероу».
13. Daniel T. Griffin (DE-54) — эскортный миноносец типа «Бакли».
14. Darby (DE-218) — эскортный миноносец типа «Бакли».
15. Dashiell (DD-659) — эскадренный миноносец типа «Флетчер».
16. David R. Ray (DD-971) — эскадренный миноносец типа «Спрюэнс».
17. David W. Taylor (DD-551) — эскадренный миноносец типа «Флетчер».
18. Davis (DD-395) — эскадренный миноносец типа «Сомерс».
19. Davis (DD-65) — эскадренный миноносец типа «Сэмпсон».
20. Davis (DD-937) — эскадренный миноносец типа «Форрест Шерман».
21. Davison (DD-618) — эскадренный миноносец типа «Гливс».
22. Day (DE-225) — эскортный миноносец типа «Рэддероу».
23. De Haven (DD-469) — эскадренный миноносец типа «Флетчер».
24. De Haven (DD-727) — эскадренный миноносец типа «Аллен М. Самнер».
25. Dealey (DE-1006) — эскортный миноносец типа «Деали».
26. Decatur (DD-341) — эскадренный миноносец типа «Клемсон».
27. Decatur (DD-5) — эскадренный миноносец типа «Бейнбридж».
28. Decatur (DD-936) — эскадренный миноносец типа «Форрест Шерман».
29. Decatur (DDG-73) — эскадренный миноносец типа «Арли Бёрк».
30. Decker (DE-47) — эскортный миноносец типа «Эвартс».
31. Deede (DE-263) — эскортный миноносец типа «Эвартс».
32. DeLong (DD-129) — эскадренный миноносец типа «Викс».
33. DeLong (DE-684) — эскортный миноносец типа «Рэддероу».
34. Delphy (DD-261) — эскадренный миноносец типа «Клемсон».
35. Dempsey (DE-26) — эскортный миноносец типа «Эвартс».
36. Dennis (DE-405) — эскортный миноносец типа «Джон Батлер».
37. Dennis J. Buckley (DD-808) — эскадренный миноносец типа «Гиринг».
38. Dent (DD-116) — эскадренный миноносец типа «Викс».
39. Dewey (DD-349) — эскадренный миноносец типа «Фаррагут».
40. Dewey (DDG-105) — эскадренный миноносец типа «Арли Бёрк».
41. Dewey (DDG-45) — эскадренный миноносец типа «Кунц».
42. Deyo (DD-989) — эскадренный миноносец типа «Спрюэнс».
43. Dickerson (DD-157) — эскадренный миноносец типа «Викс».
44. Dionne (DE-261) — эскортный миноносец типа «Эвартс».
45. Dobler (DE-48) — эскортный миноносец типа «Эвартс».
46. Doherty (DE-14) — эскортный миноносец типа «Эвартс».
47. Donald Cook (DDG-75) — эскадренный миноносец типа «Арли Бёрк».
48. Donaldson (DE-44) — эскортный миноносец типа «Эвартс».
49. Doneff (DE-49) — эскортный миноносец типа «Эвартс».
50. Donnell (DE-56) — эскортный миноносец типа «Бакли».
51. Doran (DD-634) — эскадренный миноносец типа «Гливс».
52. Dorsey (DD-117) — эскадренный миноносец типа «Викс».
53. Dortch (DD-670) — эскадренный миноносец типа «Флетчер».
54. Douglas A. Munro (DE-422) — эскортный миноносец типа «Джон Батлер».
55. Douglas H. Fox (DD-779) — эскадренный миноносец типа «Аллен М. Самнер».
56. Douglas L. Howard (DE-138) — эскортный миноносец типа «Эдселл».
57. Downes (DD-375) — эскадренный миноносец типа «Мэхэн».
58. Downes (DD-45) — эскадренный миноносец типа «Кэссен».
59. Doyen (DD-280) — эскадренный миноносец типа «Клемсон».
60. Doyle (DD-494) — эскадренный миноносец типа «Гливс».
61. Doyle C. Barnes (DE-353) — эскортный миноносец типа «Джон Батлер».
62. Drayton (DD-23) — эскадренный миноносец типа «Полдинг».
63. Drayton (DD-366) — эскадренный миноносец типа «Мэхэн».
64. Drexler (DD-741) — эскадренный миноносец типа «Аллен М. Самнер».
65. Drury (K316) — эскортный миноносец типа «Эвартс».
66. Du Pont (DD-152) — эскадренный миноносец типа «Викс».
67. Du Pont (DD-941) — эскадренный миноносец типа «Форрест Шерман».
68. Duffy (DE-27) — эскортный миноносец типа «Эвартс».
69. Dufilho (DE-423) — эскортный миноносец типа «Джон Батлер».
70. Duncan (DD-46) — эскадренный миноносец типа «Кэссен».
71. Duncan (DD-485) — эскадренный миноносец) типа «Гливс».
72. Duncan (DD-874) — эскадренный миноносец типа «Гиринг».
73. Dunlap (DD-384) — эскадренный миноносец типа «Мэхэн».
74. Durant (DE-389) — эскортный миноносец типа «Эдселл».
75. Durik (DE-666) — эскортный миноносец типа «Бакли».
76. Dyer (DD-84) — эскадренный миноносец типа «Викс».
77. Dyess (DD-880) — эскадренный миноносец типа «Гиринг».
78. Dyson (DD-572) — эскадренный миноносец типа «Флетчер».

## E
| # A B C D E F G H I J K L M N O P Q R S T U V W X Y Z |

1. Earl K. Olsen (DE-765) — эскортный миноносец типа «Кэннон».
2. Earl V. Johnson (DE-702) — эскортный миноносец типа «Бакли».
3. Earle (DD-635) — эскадренный миноносец типа «Гливс».
4. Eaton (DD-510) — эскадренный миноносец типа «Флетчер».
5. Eberle (DD-430) — эскадренный миноносец типа «Гливс».
6. Ebert (DE-768) — эскортный миноносец типа «Кэннон».
7. Edgar G. Chase (DE-16) — эскортный миноносец типа «Эвартс».
8. Edison (DD-439) — эскадренный миноносец типа «Гливс».
9. Edmonds (DE-406) — эскортный миноносец типа «Джон Батлер».
10. Edsall (DD-219) — эскадренный миноносец типа «Клемсон».
11. Edsall (DE-129) — эскортный миноносец типа «Эдселл».
12. Edson (DD-946) — эскадренный миноносец типа «Форрест Шерман».
13. Edward C. Daly (DE-17) — эскортный миноносец типа «Эвартс».
14. Edward H. Allen (DE-531) — эскортный миноносец типа «Джон Батлер».
15. Edwards (DD-265) — эскадренный миноносец типа «Клемсон».
16. Edwards (DD-619) — эскадренный миноносец типа «Гливс».
17. Edwin A. Howard (DE-346) — эскортный миноносец типа «Джон Батлер».
18. Eichenberger (DE-202) — эскортный миноносец типа «Бакли».
19. Eisele (DE-34) — эскортный миноносец типа «Эвартс».
20. Eisner (DE-192) — эскортный миноносец типа «Кэннон».
21. Elden (DE-264) — эскортный миноносец типа «Эвартс».
22. Eldridge (DE-173) — эскортный миноносец типа «Кэннон».
23. Ellet (DD-398) — эскадренный миноносец типа «Бэнхэм».
24. Elliot (DD-146) — эскадренный миноносец типа «Викс».
25. Elliot (DD-967) — эскадренный миноносец типа «Спрюэнс».
26. Ellis (DD-154) — эскадренный миноносец типа «Викс».
27. Ellyson (DD-454) — эскадренный миноносец типа «Гливс».
28. Emery (DE-28) — эскортный миноносец типа «Эвартс».
29. Emmons (DD-457) — эскадренный миноносец типа «Гливс».
30. Endicott (DD-495) — эскадренный миноносец типа «Гливс».
31. England (DE-635) — эскортный миноносец типа «Бакли».
32. English (DD-696) — эскадренный миноносец типа «Аллен М. Самнер».
33. Engstrom (DE-50) — эскортный миноносец типа «Эвартс».
34. Enright (DE-216) — эскортный миноносец типа «Бакли».
35. Epperson (DD-719) — эскадренный миноносец типа «Гиринг».
36. Erben (DD-631) — эскадренный миноносец типа «Флетчер».
37. Ericsson (DD-440) — эскадренный миноносец типа «Гливс».
38. Ericsson (DD-56) — эскадренный миноносец типа «О’Брайен».
39. Ernest G. Small (DD-838) — эскадренный миноносец типа «Гиринг».
40. Eugene A. Greene (DD-711) — эскадренный миноносец типа «Гиринг».
41. Eugene E. Elmore (DE-686) — эскортный миноносец типа «Рэддероу».
42. Evans (DD-552) — эскадренный миноносец типа «Флетчер».
43. Evans (DD-78) — эскадренный миноносец типа «Викс».
44. Evans (DE-1023) — эскортный миноносец типа «Деали».
45. Evarts (DE-5) — эскортный миноносец типа «Эвартс».
46. Everett F. Larson (DD-830) — эскадренный миноносец типа «Гиринг».
47. Eversole (DD-789) — эскадренный миноносец типа «Гиринг».
48. Eversole (DE-404) — эскортный миноносец типа «Джон Батлер».

## F
| # A B C D E F G H I J K L M N O P Q R S T U V W X Y Z |

1. Fair (DE-35) — эскортный миноносец типа «Эвартс».
2. Fairfax (DD-93) — эскадренный миноносец типа «Викс».
3. Falgout (DE-324) — эскортный миноносец типа «Эдселл».
4. Fanning (DD-37) — эскадренный миноносец типа «Полдинг».
5. Fanning (DD-385) — эскадренный миноносец типа «Мэхэн».
6. Farenholt (DD-332) — эскадренный миноносец типа «Клемсон».
7. Farenholt (DD-491) — эскадренный миноносец типа «Бенсон».
8. Farquhar (DD-304) — эскадренный миноносец типа «Клемсон».
9. Farquhar (DE-139) — эскортный миноносец типа «Эдселл».
10. Farragut (DD-300) — эскадренный миноносец типа «Клемсон».
11. Farragut (DD-348) — эскадренный миноносец типа «Фаррагут».
12. Farragut (DDG-37) — эскадренный миноносец типа «Кунц».
13. Farragut (DDG-99) — эскадренный миноносец типа «Арли Бёрк».
14. Fechteler (DD-870) — эскадренный миноносец типа «Гиринг».
15. Fechteler (DE-157) — эскортный миноносец типа «Бакли».
16. Fessenden (DE-142) — эскортный миноносец типа «Эдселл».
17. Fieberling (DE-640) — эскортный миноносец типа «Бакли».
18. Fife (DD-991) — эскадренный миноносец типа «Спрюэнс».
19. Finch (DE-328) — эскортный миноносец типа «Эдселл».
20. Finnegan (DE-307) — эскортный миноносец типа «Эвартс».
21. Fiske (DD-842) — эскадренный миноносец типа «Гиринг».
22. Fiske (DE-143) — эскортный миноносец типа «Эдселл».
23. Fitch (DD-462) — эскадренный миноносец типа «Гливс».
24. Fitzgerald (DDG-62) — эскадренный миноносец типа «Арли Бёрк».
25. Flaherty (DE-135) — эскортный миноносец типа «Эдселл».
26. Fleming (DE-32) — эскортный миноносец типа «Эвартс».
27. Fletcher (DD-445) — эскадренный миноносец типа «Флетчер».
28. Fletcher (DD-992) — эскадренный миноносец типа «Спрюэнс».
29. Floyd B. Parks (DD-884) — эскадренный миноносец типа «Гиринг».
30. Flusser (DD-20) — эскадренный миноносец типа «Смит».
31. Flusser (DD-289) — эскадренный миноносец типа «Клемсон».
32. Flusser (DD-368) — эскадренный миноносец типа «Мэхэн».
33. Fogg (DE-57) — эскортный миноносец типа «Бакли».
34. Foote (DD-169) — эскадренный миноносец типа «Викс».
35. Foote (DD-511) — эскадренный миноносец типа «Флетчер».
36. Foreman (DE-633) — эскортный миноносец типа «Бакли».
37. Formoe (DE-509) — эскортный миноносец типа «Джон Батлер».
38. Forrest (DD-461) — эскадренный миноносец типа «Гливс».
39. Forrest Royal (DD-872) — эскадренный миноносец типа «Гиринг».
40. Forrest Sherman (DD-931) — эскадренный миноносец типа «Форрест Шерман».
41. Forrest Sherman (DDG-98) — эскадренный миноносец типа «Арли Бёрк».
42. Forster (DE-334) — эскортный миноносец типа «Эдселл».
43. Foss (DE-59) — эскортный миноносец типа «Бакли».
44. Fowler (DE-222) — эскортный миноносец типа «Бакли».
45. Fox (DD-234) — эскадренный миноносец типа «Клемсон».
46. Frament (DE-677) — эскортный миноносец типа «Бакли».
47. Francis M. Robinson (DE-220) — эскортный миноносец типа «Бакли».
48. Frank E. Evans (DD-754) — эскадренный миноносец типа «Аллен М. Самнер».
49. Frank Knox (DD-742) — эскадренный миноносец типа «Гиринг».
50. Frankford (DD-497) — эскадренный миноносец типа «Гливс».
51. Franks (DD-554) — эскадренный миноносец типа «Флетчер».
52. Frazier (DD-607) — эскадренный миноносец типа «Бенсон».
53. Fred T. Berry (DD-858) — эскадренный миноносец типа «Гиринг».
54. Frederick C. Davis (DE-136) — эскортный миноносец типа «Эдселл».
55. French (DE-367) — эскортный миноносец типа «Джон Батлер».
56. Frost (DE-144) — эскортный миноносец типа «Эдселл».
57. Frybarger (DE-705) — эскортный миноносец типа «Бакли».
58. Fullam (DD-474) — эскадренный миноносец типа «Флетчер».
59. Fuller (DD-297) — эскадренный миноносец типа «Клемсон».
60. Furse (DD-882) — эскадренный миноносец типа «Гиринг».

## G
| # A B C D E F G H I J K L M N O P Q R S T U V W X Y Z |

1. Gainard (DD-706) — эскадренный миноносец типа «Аллен М. Самнер».
2. Gamble (DD-123) — эскадренный миноносец типа «Викс».
3. Gandy (DE-764) — эскортный миноносец типа «Кэннон».
4. Gansevoort (DD-608) — эскадренный миноносец типа «Бенсон».
5. Gantner (DE-60) — эскортный миноносец типа «Бакли».
6. Garfield Thomas (DE-193) — эскортный миноносец типа «Кэннон».
7. Gatling (DD-671) — эскадренный миноносец типа «Флетчер».
8. Gearing (DD-710) — эскадренный миноносец типа «Гиринг».
9. Gendreau (DE-639) — эскортный миноносец типа «Бакли».
10. Gentry (DE-349) — эскортный миноносец типа «Джон Батлер».
11. George (DE-697) — эскортный миноносец типа «Бакли».
12. George A. Johnson (DE-583) — эскортный миноносец типа «Рэддероу».
13. George E. Badger (DD-196) — эскадренный миноносец типа «Клемсон».
14. George E. Badger (DD-196) — эскадренный миноносец типа «Клемсон».
15. George E. Davis (DE-357) — эскортный миноносец типа «Джон Батлер».
16. George K. MacKenzie (DD-836) — эскадренный миноносец типа «Гиринг».
17. George W. Ingram (DE-62) — эскортный миноносец типа «Бакли».
18. Gherardi (DD-637) — эскадренный миноносец типа «Гливс».
19. Gillespie (DD-609) — эскадренный миноносец типа «Бенсон».
20. Gillette (DE-681) — эскортный миноносец типа «Бакли».
21. Gilligan (DE-508) — эскортный миноносец типа «Джон Батлер».
22. Gillis (DD-260) — эскадренный миноносец типа «Клемсон».
23. Gilmer (DD-233) — эскадренный миноносец типа «Клемсон».
24. Gilmore (DE-18) — эскортный миноносец типа «Эвартс».
25. Gleaves (DD-423) — эскадренный миноносец типа «Гливс».
26. Glennon (DD-620) — эскадренный миноносец типа «Гливс».
27. Glennon (DD-840) — эскадренный миноносец типа «Гиринг».
28. Goff (DD-247) — эскадренный миноносец типа «Клемсон».
29. Goldsborough (DD-188) — эскадренный миноносец типа «Клемсон».
30. Goldsborough (DDG-20) — эскадренный миноносец типа «Чарльз Ф. Адамс».
31. Gonzalez (DDG-66) — эскадренный миноносец типа «Арли Бёрк».
32. Goodrich (DD-831) — эскадренный миноносец типа «Гиринг».
33. Goss (DE-444) — эскортный миноносец типа «Джон Батлер».
34. Grady (DE-445) — эскортный миноносец типа «Джон Батлер».
35. Graham (DD-192) — эскадренный миноносец типа «Клемсон».
36. Gravely (DDG-107) — эскадренный миноносец типа «Арли Бёрк».
37. Grayson (DD-435) — эскадренный миноносец типа «Гливс».
38. Greene (DD-266) — эскадренный миноносец типа «Клемсон».
39. Greenwood (DE-679) — эскортный миноносец типа «Бакли».
40. Greer (DD-145) — эскадренный миноносец типа «Викс».
41. Gregory (DD-802) — эскадренный миноносец типа «Флетчер».
42. Gregory (DD-82) — эскадренный миноносец типа «Викс».
43. Greiner (DE-37) — эскортный миноносец типа «Эвартс».
44. Gridley (DD-380) — эскадренный миноносец типа «Гридли».
45. Gridley (DD-92) — эскадренный миноносец типа «Викс».
46. Gridley (DDG-101) — эскадренный миноносец типа «Арли Бёрк».
47. Griswold (DE-7) — эскортный миноносец типа «Эвартс».
48. Guest (DD-472) — эскадренный миноносец типа «Флетчер».
49. Gunason (DE-795) — эскортный миноносец типа «Бакли».
50. Gurke (DD-783) — эскадренный миноносец типа «Гиринг».
51. Gustafson (DE-182) — эскортный миноносец типа «Кэннон».
52. Gwin (DD-433) — эскадренный миноносец типа «Гливс».
53. Gwin (DD-71) — эскадренный миноносец типа «Колдуэлл».
54. Gyatt (DD-712) — эскадренный миноносец типа «Гиринг».

## H
| # A B C D E F G H I J K L M N O P Q R S T U V W X Y Z |

1. Haas (DE-424) — эскортный миноносец типа «Джон Батлер».
2. Haggard (DD-555) — эскадренный миноносец типа «Флетчер».
3. Hailey (DD-556) — эскадренный миноносец типа «Флетчер».
4. Haines (DE-792) — эскортный миноносец типа «Бакли».
5. Hale (DD-133) — эскадренный миноносец типа «Викс».
6. Hale (DD-642) — эскадренный миноносец типа «Флетчер».
7. Halford (DD-480) — эскадренный миноносец типа «Флетчер».
8. Hall (DD-583) — эскадренный миноносец типа «Флетчер».
9. Halligan (DD-584) — эскадренный миноносец типа «Флетчер».
10. Halloran (DE-305) — эскортный миноносец типа «Эвартс».
11. Halsey (DDG-97) — эскадренный миноносец типа «Арли Бёрк».
12. Halsey Powell (DD-686) — эскадренный миноносец типа «Флетчер».
13. Hambleton (DD-455) — эскадренный миноносец типа «Гливс».
14. Hamilton (DD-141) — эскадренный миноносец типа «Викс».
15. Hammann (DD-412) — эскадренный миноносец типа «Симс».
16. Hammann (DE-131) — эскортный миноносец типа «Эдселл».
17. Hammerberg (DE-1015) — эскортный миноносец типа «Деали».
18. Hamner (DD-718) — эскадренный миноносец типа «Гиринг».
19. Hank (DD-702) — эскадренный миноносец типа «Аллен М. Самнер».
20. Hanna (DE-449) — эскортный миноносец типа «Джон Батлер».
21. Hanson (DD-832) — эскадренный миноносец типа «Гиринг».
22. Haraden (DD-183) — эскадренный миноносец типа «Викс».
23. Haraden (DD-585) — эскадренный миноносец типа «Флетчер».
24. Harding (DD-625) — эскадренный миноносец типа «Гливс».
25. Harding (DD-91) — эскадренный миноносец типа «Викс».
26. Harlan R. Dickson (DD-708) — эскадренный миноносец типа «Аллен М. Самнер».
27. Harmon (DE-678) — эскортный миноносец типа «Бакли».
28. Harold C. Thomas (DE-21) — эскортный миноносец типа «Эвартс».
29. Harold J. Ellison (DD-864) — эскадренный миноносец типа «Гиринг».
30. Harrison (DD-573) — эскадренный миноносец типа «Флетчер».
31. Harry E. Hubbard (DD-748) — эскадренный миноносец типа «Аллен М. Самнер».
32. Harry W. Hill (DD-986) — эскадренный миноносец типа «Спрюэнс».
33. Hart (DD-110) — эскадренный миноносец типа «Викс».
34. Hart (DD-594) — эскадренный миноносец типа «Флетчер».
35. Hartley (DE-1029) — эскортный миноносец типа «Деали».
36. Harveson (DE-316) — эскортный миноносец типа «Эдселл».
37. Harwood (DD-861) — эскадренный миноносец типа «Гиринг».
38. Hatfield (DD-231) — эскадренный миноносец типа «Клемсон».
39. Haverfield (DE-393) — эскортный миноносец типа «Эдселл».
40. Hawkins (DD-873) — эскадренный миноносец типа «Гиринг».
41. Hayler (DD-997) — эскадренный миноносец типа «Спрюэнс».
42. Haynsworth (DD-700) — эскадренный миноносец типа «Аллен М. Самнер».
43. Hayter (DE-212) — эскортный миноносец типа «Бакли».
44. Hazelwood (DD-107) — эскадренный миноносец типа «Викс».
45. Hazelwood (DD-531) — эскадренный миноносец типа «Флетчер».
46. Healy (DD-672) — эскадренный миноносец типа «Флетчер».
47. Heermann (DD-532) — эскадренный миноносец типа «Флетчер».
48. Helm (DD-388) — эскадренный миноносец типа «Бэгли».
49. Hemminger (DE-746) — эскортный миноносец типа «Кэннон».
50. Henderson (DD-785) — эскадренный миноносец типа «Гиринг».
51. Henley (DD-39) — эскадренный миноносец типа «Полдинг».
52. Henley (DD-391) — эскадренный миноносец типа «Бэгли».
53. Henley (DD-762) — эскадренный миноносец типа «Аллен М. Самнер».
54. Henry B. Wilson (DDG-7) — эскадренный миноносец типа «Чарльз Ф. Адамс».
55. Henry R. Kenyon (DE-683) — эскортный миноносец типа «Бакли».
56. Henry W. Tucker (DD-875) — эскадренный миноносец типа «Гиринг».
57. Henshaw (DD-278) — эскадренный миноносец типа «Клемсон».
58. Herbert (DD-160) — эскадренный миноносец типа «Викс».
59. Herbert C. Jones (DE-137) — эскортный миноносец типа «Эдселл».
60. Herbert J. Thomas (DD-833) — эскадренный миноносец типа «Гиринг».
61. Herndon (DD-198) — эскадренный миноносец типа «Клемсон».
62. Herndon (DD-198) — эскадренный миноносец типа «Клемсон».
63. Herndon (DD-638) — эскадренный миноносец типа «Гливс».
64. Herzog (DE-178) — эскортный миноносец типа «Кэннон».
65. Hewitt (DD-966) — эскадренный миноносец типа «Спрюэнс».
66. Heyliger (DE-510) — эскортный миноносец типа «Джон Батлер».
67. Heywood L. Edwards (DD-663) — эскадренный миноносец типа «Флетчер».
68. Hickox (DD-673) — эскадренный миноносец типа «Флетчер».
69. Higbee (DD-806) — эскадренный миноносец типа «Гиринг».
70. Higgins (DDG-76) — эскадренный миноносец типа «Арли Бёрк».
71. Hilary P. Jones (DD-427) — эскадренный миноносец типа «Бенсон».
72. Hilbert (DE-742) — эскортный миноносец типа «Кэннон».
73. Hill (DE-141) — эскортный миноносец типа «Эдселл».
74. Hissem (DE-400) — эскортный миноносец типа «Эдселл».
75. Hobby (DD-610) — эскадренный миноносец типа «Бенсон».
76. Hobson (DD-464) — эскадренный миноносец типа «Гливс».
77. Hodges (DE-231) — эскортный миноносец типа «Рэддероу».
78. Hoel (DD-533) — эскадренный миноносец типа «Флетчер».
79. Hoel (DDG-13) — эскадренный миноносец типа «Чарльз Ф. Адамс».
80. Hogan (DD-178) — эскадренный миноносец типа «Викс».
81. Holder (DD-819) — эскадренный миноносец типа «Гиринг».
82. Holder (DE-401) — эскортный миноносец типа «Эдселл».
83. Hollis (DE-794) — эскортный миноносец типа «Бакли».
84. Hollister (DD-788) — эскадренный миноносец типа «Гиринг».
85. Holt (DE-706) — эскортный миноносец типа «Рэддероу».
86. Holton (DE-703) — эскортный миноносец типа «Бакли».
87. Hooper (DE-1026) — эскортный миноносец типа «Деали».
88. Hopewell (DD-181) — эскадренный миноносец типа «Викс».
89. Hopewell (DD-681) — эскадренный миноносец типа «Флетчер».
90. Hopkins (DD-249) — эскадренный миноносец типа «Клемсон».
91. Hopkins (DD-6) — эскадренный миноносец типа «Бейнбридж».
92. Hopper (DDG-70) — эскадренный миноносец типа «Арли Бёрк».
93. Hopping (DE-155) — эскортный миноносец типа «Бакли».
94. Hova (DE-110) — эскортный миноносец типа «Кэннон».
95. Hovey (DD-208) — эскадренный миноносец типа «Клемсон».
96. Howard (DD-179) — эскадренный миноносец типа «Викс».
97. Howard (DDG-83) — эскадренный миноносец типа «Арли Бёрк».
98. Howard D. Crow (DE-252) — эскортный миноносец типа «Эдселл».
99. Howard F. Clark (DE-533) — эскортный миноносец типа «Джон Батлер».
100. Howorth (DD-592) — эскадренный миноносец типа «Флетчер».
101. Hubbard (DE-211) — эскортный миноносец типа «Бакли».
102. Hudson (DD-475) — эскадренный миноносец типа «Флетчер».
103. Hugh Purvis (DD-709) — эскадренный миноносец типа «Аллен М. Самнер».
104. Hugh W. Hadley (DD-774) — эскадренный миноносец типа «Аллен М. Самнер».
105. Hughes (DD-410) — эскадренный миноносец типа «Симс».
106. Hulbert (DD-342) — эскадренный миноносец типа «Клемсон».
107. Hull (DD-330) — эскадренный миноносец типа «Клемсон».
108. Hull (DD-350) — эскадренный миноносец типа «Фаррагут».
109. Hull (DD-7) — эскадренный миноносец типа «Бейнбридж».
110. Hull (DD-945) — эскадренный миноносец типа «Форрест Шерман».
111. Humphreys (DD-236) — эскадренный миноносец типа «Клемсон».
112. Hunt (DD-194) — эскадренный миноносец типа «Клемсон».
113. Hunt (DD-194) — эскадренный миноносец типа «Клемсон».
114. Hunt (DD-674) — эскадренный миноносец типа «Флетчер».
115. Hurst (DE-250) — эскортный миноносец типа «Эдселл».
116. Huse (DE-145) — эскортный миноносец типа «Эдселл».
117. Hutchins (DD-476) — эскадренный миноносец типа «Флетчер».
118. Hyman (DD-732) — эскадренный миноносец типа «Аллен М. Самнер».

## I
| # A B C D E F G H I J K L M N O P Q R S T U V W X Y Z |

1. Inch (DE-146) — эскортный миноносец типа «Эдселл».
2. Ingersoll (DD-652) — эскадренный миноносец типа «Флетчер».
3. Ingersoll (DD-990) — эскадренный миноносец типа «Спрюэнс».
4. Ingraham (DD-111) — эскадренный миноносец типа «Викс».
5. Ingraham (DD-444) — эскадренный миноносец типа «Гливс».
6. Ingraham (DD-694) — эскадренный миноносец типа «Аллен М. Самнер».
7. Ira Jeffery (DE-63) — эскортный миноносец типа «Бакли».
8. Irwin (DD-794) — эскадренный миноносец типа «Флетчер».
9. Isherwood (DD-284) — эскадренный миноносец типа «Клемсон».
10. Isherwood (DD-520) — эскадренный миноносец типа «Флетчер».
11. Israel (DD-98) — эскадренный миноносец типа «Викс».
12. Izard (DD-589) — эскадренный миноносец типа «Флетчер».

## J
| # A B C D E F G H I J K L M N O P Q R S T U V W X Y Z |

1. J. Douglas Blackwood (DE-219) — эскортный миноносец типа «Бакли».
2. J. Fred Talbott (DD-156) — эскадренный миноносец типа «Викс».
3. J. Richard Ward (DE-243) — эскортный миноносец типа «Эдселл».
4. J.R.Y. Blakely (DE-140) — эскортный миноносец типа «Эдселл».
5. Jaccard (DE-355) — эскортный миноносец типа «Джон Батлер».
6. Jack C. Robinson APD-72) — эскортный миноносец типа «Бакли».
7. Jack Miller (DE-410) — эскортный миноносец типа «Джон Батлер».
8. Jack W. Wilke (DE-800) — эскортный миноносец типа «Бакли».
9. Jacob Jones (DD-130) — эскадренный миноносец типа «Викс».
10. Jacob Jones (DD-61) — эскадренный миноносец типа «Такер».
11. Jacob Jones (DE-130) — эскортный миноносец типа «Эдселл».
12. James C. Owens (DD-776) — эскадренный миноносец типа «Аллен М. Самнер».
13. James E. Craig (DE-201) — эскортный миноносец типа «Бакли».
14. James E. Kyes (DD-787) — эскадренный миноносец типа «Гиринг».
15. James E. Williams (DDG-95) — эскадренный миноносец типа «Арли Бёрк».
16. James K. Paulding (DD-238) — эскадренный миноносец типа «Клемсон».
17. Janssen (DE-396) — эскортный миноносец типа «Эдселл».
18. Jarvis (DD-38) — эскадренный миноносец типа «Полдинг».
19. Jarvis (DD-393) — эскадренный миноносец типа «Бэгли».
20. Jarvis (DD-799) — эскадренный миноносец типа «Флетчер».
21. Jason Dunham (DDG-109) — эскадренный миноносец типа «Арли Бёрк».
22. Jeffers (DD-621) — эскадренный миноносец типа «Гливс».
23. Jenkins (DD-42) — эскадренный миноносец типа «Полдинг».
24. Jenkins (DD-447) — эскадренный миноносец типа «Флетчер».
25. Jenks (DE-665) — эскортный миноносец типа «Бакли».
26. Jesse Rutherford (DE-347) — эскортный миноносец типа «Джон Батлер».
27. Jobb (DE-707) — эскортный миноносец типа «Рэддероу».
28. John A. Bole (DD-755) — эскадренный миноносец типа «Аллен М. Самнер».
29. John C. Butler (DE-339) — эскортный миноносец типа «Джон Батлер».
30. John D. Edwards (DD-216) — эскадренный миноносец типа «Клемсон».
31. John D. Ford (DD-228) — эскадренный миноносец типа «Клемсон».
32. John D. Henley (DD-553) — эскадренный миноносец типа «Флетчер».
33. John Francis Burnes (DD-299) — эскадренный миноносец типа «Клемсон».
34. John Hancock (DD-981) — эскадренный миноносец типа «Спрюэнс».
35. John Hood (DD-655) — эскадренный миноносец типа «Флетчер».
36. John J. Powers (DE-528) — эскортный миноносец типа «Эвартс».
37. John King (DDG-3) — эскадренный миноносец типа «Чарльз Ф. Адамс».
38. John L. Williamson (DE-370) — эскортный миноносец типа «Джон Батлер».
39. John M. Bermingham (DE-530) — эскортный миноносец типа «Эвартс».
40. John P. Gray APD-74) — эскортный миноносец типа «Бакли».
41. John Paul Jones (DD-932) — эскадренный миноносец типа «Форрест Шерман».
42. John Paul Jones (DDG-53) — эскадренный миноносец типа «Арли Бёрк».
43. John R. Craig (DD-885) — эскадренный миноносец типа «Гиринг».
44. John R. Perry (DE-1034) — эскортный миноносец типа «Клод Джонс».
45. John R. Pierce (DD-753) — эскадренный миноносец типа «Аллен М. Самнер».
46. John Rodgers (DD-574) — эскадренный миноносец типа «Флетчер».
47. John Rodgers (DD-983) — эскадренный миноносец типа «Спрюэнс».
48. John S. McCain (DDG-56) — эскадренный миноносец типа «Арли Бёрк».
49. John S. McCain (DL-3) — эскадренный миноносец типа «Митчер».
50. John W. Thomason (DD-760) — эскадренный миноносец типа «Аллен М. Самнер».
51. John W. Weeks (DD-701) — эскадренный миноносец типа «Аллен М. Самнер».
52. John Willis (DE-1027) — эскортный миноносец типа «Деали».
53. John Young (DD-973) — эскадренный миноносец типа «Спрюэнс».
54. Johnnie Hutchins (DE-360) — эскортный миноносец типа «Джон Батлер».
55. Johnston (DD-557) — эскадренный миноносец типа «Флетчер».
56. Johnston (DD-821) — эскадренный миноносец типа «Гиринг».
57. Jonas Ingram (DD-938) — эскадренный миноносец типа «Форрест Шерман».
58. Jordan (DE-204) — эскортный миноносец типа «Бакли».
59. Joseph E. Campbell (DE-70) — эскортный миноносец типа «Бакли».
60. Joseph E. Connolly (DE-450) — эскортный миноносец типа «Джон Батлер».
61. Joseph K. Taussig (DE-1030) — эскортный миноносец типа «Деали».
62. Joseph P. Kennedy, Jr. (DD-850) — эскадренный миноносец типа «Гиринг».
63. Joseph Strauss (DDG-16) — эскадренный миноносец типа «Чарльз Ф. Адамс».
64. Jouett (DD-396) — эскадренный миноносец типа «Сомерс».
65. Jouett (DD-41) — эскадренный миноносец типа «Полдинг».
66. Joyce (DE-317) — эскортный миноносец типа «Эдселл».

## K
| # A B C D E F G H I J K L M N O P Q R S T U V W X Y Z |

1. Kalk (DD-170) — эскадренный миноносец типа «Викс».
2. Kalk (DD-611) — эскадренный миноносец типа «Бенсон».
3. Kane (DD-235) — эскадренный миноносец типа «Клемсон».
4. Kearny (DD-432) — эскадренный миноносец типа «Гливс».
5. Keith (DE-241) — эскортный миноносец типа «Эдселл».
6. Kendal C. Campbell (DE-443) — эскортный миноносец типа «Джон Батлер».
7. Kendrick (DD-612) — эскадренный миноносец типа «Бенсон».
8. Kennedy (DD-306) — эскадренный миноносец типа «Клемсон».
9. Kenneth D. Bailey (DD-713) — эскадренный миноносец типа «Гиринг».
10. Kenneth M. Willett (DE-354) — эскортный миноносец типа «Джон Батлер».
11. Kennison (DD-138) — эскадренный миноносец типа «Викс».
12. Kephart (DE-207) — эскортный миноносец типа «Бакли».
13. Keppler (DD-765) — эскадренный миноносец типа «Гиринг».
14. Key (DE-348) — эскортный миноносец типа «Джон Батлер».
15. Kidd (DD-661) — эскадренный миноносец типа «Флетчер».
16. Kidd (DDG-100) — эскадренный миноносец типа «Арли Бёрк».
17. Kidd (DDG-993) — эскадренный миноносец типа «Кидд».
18. Kidder (DD-319) — эскадренный миноносец типа «Клемсон».
19. Killen (DD-593) — эскадренный миноносец типа «Флетчер».
20. Kilty (DD-137) — эскадренный миноносец типа «Викс».
21. Kimberly (DD-521) — эскадренный миноносец типа «Флетчер».
22. Kimberly (DD-80) — эскадренный миноносец типа «Викс».
23. King (DD-242) — эскадренный миноносец типа «Клемсон».
24. King (DDG-41) — эскадренный миноносец типа «Кунц».
25. Kinkaid (DD-965) — эскадренный миноносец типа «Спрюэнс».
26. Kirkpatrick (DE-318) — эскортный миноносец типа «Эдселл».
27. Knapp (DD-653) — эскадренный миноносец типа «Флетчер».
28. Knight (DD-633) — эскадренный миноносец типа «Гливс».
29. Koiner (DE-331) — эскортный миноносец типа «Эдселл».
30. Kretchmer (DE-329) — эскортный миноносец типа «Эдселл».
31. Kyne (DE-744) — эскортный миноносец типа «Кэннон».

## L
| # A B C D E F G H I J K L M N O P Q R S T U V W X Y Z |

1. La Prade (DE-409) — эскортный миноносец типа «Джон Батлер».
2. La Vallette (DD-315) — эскадренный миноносец типа «Клемсон».
3. La Vallette (DD-448) — эскадренный миноносец типа «Флетчер».
4. Laboon (DDG-58) — эскадренный миноносец типа «Арли Бёрк».
5. Laffey (DD-459) — эскадренный миноносец типа «Бенсон».
6. Laffey (DD-724) — эскадренный миноносец типа «Аллен М. Самнер».
7. Lake (DE-301) — эскортный миноносец типа «Эвартс».
8. Lamberton (DD-119) — эскадренный миноносец типа «Викс».
9. Lamons (DE-743) — эскортный миноносец типа «Кэннон».
10. Lamson (DD-18) — эскадренный миноносец типа «Смит».
11. Lamson (DD-328) — эскадренный миноносец типа «Клемсон».
12. Lamson (DD-367) — эскадренный миноносец типа «Мэхэн».
13. Lang (DD-399) — эскадренный миноносец типа «Бэнхэм».
14. Laning (DE-159) — эскортный миноносец типа «Бакли».
15. Lansdale (DD-101) — эскадренный миноносец типа «Викс».
16. Lansdale (DD-426) — эскадренный миноносец типа «Бенсон».
17. Lansdowne (DD-486) — эскадренный миноносец типа «Гливс».
18. Lansing (DE-388) — эскортный миноносец типа «Эдселл».
19. Lardner (DD-286) — эскадренный миноносец типа «Клемсон».
20. Lardner (DD-487) — эскадренный миноносец типа «Гливс».
21. Lassen (DDG-82) — эскадренный миноносец типа «Арли Бёрк».
22. Laub (DD-263) — эскадренный миноносец типа «Клемсон».
23. Laub (DD-613) — эскадренный миноносец типа «Бенсон».
24. Lawrence (DD-250) — эскадренный миноносец типа «Клемсон».
25. Lawrence (DD-8) — эскадренный миноносец типа «Бейнбридж».
26. Lawrence (DDG-4) — эскадренный миноносец типа «Чарльз Ф. Адамс».
27. Lawrence C. Taylor (DE-415) — эскортный миноносец типа «Джон Батлер».
28. Laws (DD-558) — эскадренный миноносец типа «Флетчер».
29. Le Ray Wilson (DE-414) — эскортный миноносец типа «Джон Батлер».
30. Lea (DD-118) — эскадренный миноносец типа «Викс».
31. Leary (DD-158) — эскадренный миноносец типа «Викс».
32. Leary (DD-879) — эскадренный миноносец типа «Гиринг».
33. Lee Fox (DE-65) — эскортный миноносец типа «Бакли».
34. Leftwich (DD-984) — эскадренный миноносец типа «Спрюэнс».
35. LeHardy (DE-20) — эскортный миноносец типа «Эвартс».
36. Leland E. Thomas (DE-420) — эскортный миноносец типа «Джон Батлер».
37. Leonard F. Mason (DD-852) — эскадренный миноносец типа «Гиринг».
38. Leopold (DE-319) — эскортный миноносец типа «Эдселл».
39. Leslie L.B. Knox (DE-580) — эскортный миноносец типа «Рэддероу».
40. Lester (DE-1022) — эскортный миноносец типа «Деали».
41. Leutze (DD-481) — эскадренный миноносец типа «Флетчер».
42. Levy (DE-162) — эскортный миноносец типа «Кэннон».
43. Lewis (DE-535) — эскортный миноносец типа «Джон Батлер».
44. Lewis Hancock (DD-675) — эскадренный миноносец типа «Флетчер».
45. Liddle (DE-206) — эскортный миноносец типа «Бакли».
46. Litchfield (DD-336) — эскадренный миноносец типа «Клемсон».
47. Little (DD-79) — эскадренный миноносец типа «Викс».
48. Little (DD-803) — эскадренный миноносец типа «Флетчер».
49. Livermore (DD-429) — эскадренный миноносец типа «Гливс».
50. Lloyd (DE-209) — эскортный миноносец типа «Бакли».
51. Lloyd E. Acree (DE-356) — эскортный миноносец типа «Джон Батлер».
52. Lloyd Thomas (DD-764) — эскадренный миноносец типа «Гиринг».
53. Loeser (DE-680) — эскортный миноносец типа «Бакли».
54. Lofberg (DD-759) — эскадренный миноносец типа «Аллен М. Самнер».
55. Long (DD-209) — эскадренный миноносец типа «Клемсон».
56. Longshaw (DD-559) — эскадренный миноносец типа «Флетчер».
57. Lough (DE-586) — эскортный миноносец типа «Рэддероу».
58. Lovelace (DE-198) — эскортный миноносец типа «Бакли».
59. Lovering (DE-39) — эскортный миноносец типа «Эвартс».
60. Lowe (DE-325) — эскортный миноносец типа «Эдселл».
61. Lowry (DD-770) — эскадренный миноносец типа «Аллен М. Самнер».
62. Loy (DE-160) — эскортный миноносец типа «Бакли».
63. Luce (DD-522) — эскадренный миноносец типа «Флетчер».
64. Luce (DD-99) — эскадренный миноносец типа «Викс».
65. Luce (DDG-38) — эскадренный миноносец типа «Кунц».
66. Ludlow (DD-112) — эскадренный миноносец типа «Викс».
67. Ludlow (DD-438) — эскадренный миноносец типа «Гливс».
68. Lyman (DE-302) — эскортный миноносец типа «Эвартс».
69. Lyman K. Swenson (DD-729) — эскадренный миноносец типа «Аллен М. Самнер».
70. Lynde McCormick (DDG-8) — эскадренный миноносец типа «Чарльз Ф. Адамс».

## M
| # A B C D E F G H I J K L M N O P Q R S T U V W X Y Z |

1. Macdonough (DD-331) — эскадренный миноносец типа «Клемсон».
2. Macdonough (DD-351) — эскадренный миноносец типа «Фаррагут».
3. Macdonough (DD-9) — эскадренный миноносец типа «Бейнбридж».
4. Macdonough (DDG-39) — эскадренный миноносец типа «Кунц».
5. Mack (DE-358) — эскортный миноносец типа «Джон Батлер».
6. Mackenzie (DD-175) — эскадренный миноносец типа «Викс».
7. MacKenzie (DD-614) — эскадренный миноносец типа «Бенсон».
8. MacLeish (DD-220) — эскадренный миноносец типа «Клемсон».
9. Macomb (DD-458) — эскадренный миноносец типа «Гливс».
10. Maddox (DD-168) — эскадренный миноносец типа «Викс».
11. Maddox (DD-622) — эскадренный миноносец типа «Гливс».
12. Maddox (DD-731) — эскадренный миноносец типа «Аллен М. Самнер».
13. Madison (DD-425) — эскадренный миноносец типа «Бенсон».
14. Mahan (DD-102) — эскадренный миноносец типа «Викс».
15. Mahan (DD-364) — эскадренный миноносец типа «Мэхэн».
16. Mahan (DDG-42) — эскадренный миноносец типа «Кунц».
17. Mahan (DDG-72) — эскадренный миноносец типа «Арли Бёрк».
18. Major (DE-796) — эскортный миноносец типа «Бакли».
19. Maloy (DE-791) — эскортный миноносец типа «Бакли».
20. Manley (DD-74) — эскадренный миноносец типа «Колдуэлл».
21. Manley (DD-940) — эскадренный миноносец типа «Форрест Шерман».
22. Manlove (DE-36) — эскортный миноносец типа «Эвартс».
23. Mannert L. Abele (DD-733) — эскадренный миноносец типа «Аллен М. Самнер».
24. Manning (DE-199) — эскортный миноносец типа «Бакли».
25. Mansfield (DD-728) — эскадренный миноносец типа «Аллен М. Самнер».
26. Marchand (DE-249) — эскортный миноносец типа «Эдселл».
27. Marcus (DD-321) — эскадренный миноносец типа «Клемсон».
28. Marocain (DE-109) — эскортный миноносец типа «Кэннон».
29. Marsh (DE-699) — эскортный миноносец типа «Бакли».
30. Marshall (DD-676) — эскадренный миноносец типа «Флетчер».
31. Martin (DE-30) — эскортный миноносец типа «Эвартс».
32. Martin H. Ray (DE-338) — эскортный миноносец типа «Эдселл».
33. Marts (DE-174) — эскортный миноносец типа «Кэннон».
34. Mason (DD-191) — эскадренный миноносец типа «Клемсон».
35. Mason (DDG-87) — эскадренный миноносец типа «Арли Бёрк».
36. Mason (DE-529) — эскортный миноносец типа «Эвартс».
37. Massey (DD-778) — эскадренный миноносец типа «Аллен М. Самнер».
38. Maurice J. Manuel (DE-351) — эскортный миноносец типа «Джон Батлер».
39. Maury (DD-100) — эскадренный миноносец типа «Викс».
40. Maury (DD-401) — эскадренный миноносец типа «Гридли».
41. Mayo (DD-422) — эскадренный миноносец типа «Бенсон».
42. Mayrant (DD-31) — эскадренный миноносец типа «Полдинг».
43. Mayrant (DD-402) — эскадренный миноносец типа «Бэнхэм».
44. McAnn (DE-179) — эскортный миноносец типа «Кэннон».
45. McCaffery (DD-860) — эскадренный миноносец типа «Гиринг».
46. McCall (DD-28) — эскадренный миноносец типа «Полдинг».
47. McCall (DD-400) — эскадренный миноносец типа «Гридли».
48. McCalla (DD-253) — эскадренный миноносец типа «Клемсон».
49. McCalla (DD-488) — эскадренный миноносец типа «Гливс».
50. McCampbell (DDG-85) — эскадренный миноносец типа «Арли Бёрк».
51. McCawley (DD-276) — эскадренный миноносец типа «Клемсон».
52. McClelland (DE-750) — эскортный миноносец типа «Кэннон».
53. McConnell (DE-163) — эскортный миноносец типа «Кэннон».
54. McCook (DD-252) — эскадренный миноносец типа «Клемсон».
55. McCook (DD-496) — эскадренный миноносец типа «Гливс».
56. McCord (DD-534) — эскадренный миноносец типа «Флетчер».
57. McCormick (DD-223) — эскадренный миноносец типа «Клемсон».
58. McCoy Reynolds (DE-440) — эскортный миноносец типа «Джон Батлер».
59. McDermut (DD-262) — эскадренный миноносец типа «Клемсон».
60. McDermut (DD-677) — эскадренный миноносец типа «Флетчер».
61. McDougal (DD-358) — эскадренный миноносец типа «Портер».
62. McDougal (DD-54) — эскадренный миноносец типа «О’Брайен».
63. McFarland (DD-237) — эскадренный миноносец типа «Клемсон».
64. McFaul (DDG-74) — эскадренный миноносец типа «Арли Бёрк».
65. McGinty (DE-365) — эскортный миноносец типа «Джон Батлер».
66. McGowan (DD-678) — эскадренный миноносец типа «Флетчер».
67. McKean (DD-784) — эскадренный миноносец типа «Гиринг».
68. McKean (DD-90) — эскадренный миноносец типа «Викс».
69. McKee (DD-575) — эскадренный миноносец типа «Флетчер».
70. McKee (DD-87) — эскадренный миноносец типа «Викс».
71. McLanahan (DD-264) — эскадренный миноносец типа «Клемсон».
72. McLanahan (DD-615) — эскадренный миноносец типа «Бенсон».
73. McMorris (DE-1036) — эскортный миноносец типа «Клод Джонс».
74. McNair (DD-679) — эскадренный миноносец типа «Флетчер».
75. McNulty (DE-581) — эскортный миноносец типа «Рэддероу».
76. Meade (DD-274) — эскадренный миноносец типа «Клемсон».
77. Meade (DD-602) — эскадренный миноносец типа «Бенсон».
78. Melvin (DD-335) — эскадренный миноносец типа «Клемсон».
79. Melvin (DD-680) — эскадренный миноносец типа «Флетчер».
80. Melvin R. Nawman (DE-416) — эскортный миноносец типа «Джон Батлер».
81. Menges (DE-320) — эскортный миноносец типа «Эдселл».
82. Meredith (DD-165) — эскадренный миноносец типа «Викс».
83. Meredith (DD-434) — эскадренный миноносец типа «Гливс».
84. Meredith (DD-726) — эскадренный миноносец типа «Аллен М. Самнер».
85. Meredith (DD-890) — эскадренный миноносец типа «Гиринг».
86. Merrill (DD-976) — эскадренный миноносец типа «Спрюэнс».
87. Merrill (DE-392) — эскортный миноносец типа «Эдселл».
88. Mertz (DD-691) — эскадренный миноносец типа «Флетчер».
89. Mervine (DD-322) — эскадренный миноносец типа «Клемсон».
90. Mervine (DD-489) — эскадренный миноносец типа «Гливс».
91. Metcalf (DD-595) — эскадренный миноносец типа «Флетчер».
92. Metivier (DE-582) — эскортный миноносец типа «Рэддероу».
93. Meyer (DD-279) — эскадренный миноносец типа «Клемсон».
94. Michael Murphy (DDG-112) — эскадренный миноносец типа «Арли Бёрк».
95. Micka (DE-176) — эскортный миноносец типа «Кэннон».
96. Milius (DDG-69) — эскадренный миноносец типа «Арли Бёрк».
97. Miller (DD-535) — эскадренный миноносец типа «Флетчер».
98. Mills (DE-383) — эскортный миноносец типа «Эдселл».
99. Mitchell (DE-43) — эскортный миноносец типа «Эвартс».
100. Mitscher (DDG-57) — эскадренный миноносец типа «Арли Бёрк».
101. Mitscher (DL-2) — эскадренный миноносец типа «Митчер».
102. Moale (DD-693) — эскадренный миноносец типа «Аллен М. Самнер».
103. Moffett (DD-362) — эскадренный миноносец типа «Портер».
104. Momsen (DDG-92) — эскадренный миноносец типа «Арли Бёрк».
105. Monaghan (DD-32) — эскадренный миноносец типа «Полдинг».
106. Monaghan (DD-354) — эскадренный миноносец типа «Фаррагут».
107. Monssen (DD-436) — эскадренный миноносец типа «Гливс».
108. Monssen (DD-798) — эскадренный миноносец типа «Флетчер».
109. Montgomery (DD-121) — эскадренный миноносец типа «Викс».
110. Moody (DD-277) — эскадренный миноносец типа «Клемсон».
111. Moore (DE-240) — эскортный миноносец типа «Эдселл».
112. Moosbrugger (DD-980) — эскадренный миноносец типа «Спрюэнс».
113. Morris (DD-271) — эскадренный миноносец типа «Клемсон».
114. Morris (DD-417) — эскадренный миноносец типа «Симс».
115. Morrison (DD-560) — эскадренный миноносец типа «Флетчер».
116. Morton (DD-948) — эскадренный миноносец типа «Форрест Шерман».
117. Mosley (DE-321) — эскортный миноносец типа «Эдселл».
118. Mugford (DD-105) — эскадренный миноносец типа «Викс».
119. Mugford (DD-389) — эскадренный миноносец типа «Бэгли».
120. Muir (DE-770) — эскортный миноносец типа «Кэннон».
121. Mullany (DD-325) — эскадренный миноносец типа «Клемсон».
122. Mullany (DD-528) — эскадренный миноносец типа «Флетчер».
123. Mullinnix (DD-944) — эскадренный миноносец типа «Форрест Шерман».
124. Murphy (DD-603) — эскадренный миноносец типа «Бенсон».
125. Murray (DD-576) — эскадренный миноносец типа «Флетчер».
126. Murray (DD-97) — эскадренный миноносец типа «Викс».
127. Mustin (DD-413) — эскадренный миноносец типа «Симс».
128. Mustin (DDG-89) — эскадренный миноносец типа «Арли Бёрк».
129. Myles C. Fox (DD-829) — эскадренный миноносец типа «Гиринг».

## N
| # A B C D E F G H I J K L M N O P Q R S T U V W X Y Z |

1. Naifeh (DE-352) — эскортный миноносец типа «Джон Батлер».
2. Neal A. Scott (DE-769) — эскортный миноносец типа «Кэннон».
3. Nelson (DD-623) — эскадренный миноносец типа «Гливс».
4. Neuendorf (DE-200) — эскортный миноносец типа «Бакли».
5. Neunzer (DE-150) — эскортный миноносец типа «Эдселл».
6. New (DD-818) — эскадренный миноносец типа «Гиринг».
7. Newcomb (DD-586) — эскадренный миноносец типа «Флетчер».
8. Newell (DE-322) — эскортный миноносец типа «Эдселл».
9. Newman (DE-205) — эскортный миноносец типа «Бакли».
10. Newman K. Perry (DD-883) — эскадренный миноносец типа «Гиринг».
11. Niblack (DD-424) — эскадренный миноносец типа «Гливс».
12. Nicholas (DD-311) — эскадренный миноносец типа «Клемсон».
13. Nicholas (DD-449) — эскадренный миноносец типа «Флетчер».
14. Nicholson (DD-442) — эскадренный миноносец типа «Гливс».
15. Nicholson (DD-52) — эскадренный миноносец типа «О’Брайен».
16. Nicholson (DD-982) — эскадренный миноносец типа «Спрюэнс».
17. Nields (DD-616) — эскадренный миноносец типа «Бенсон».
18. Nitze (DDG-94) — эскадренный миноносец типа «Арли Бёрк».
19. Noa (DD-343) — эскадренный миноносец типа «Клемсон».
20. Noa (DD-841) — эскадренный миноносец типа «Гиринг».
21. Norman Scott (DD-690) — эскадренный миноносец типа «Флетчер».
22. Norris (DD-859) — эскадренный миноносец типа «Гиринг».

## O
| # A B C D E F G H I J K L M N O P Q R S T U V W X Y Z |

1. O’Bannon (DD-177) — эскадренный миноносец типа «Викс».
2. O’Bannon (DD-450) — эскадренный миноносец типа «Флетчер».
3. O’Bannon (DD-987) — эскадренный миноносец типа «Спрюэнс».
4. O’Brien (DD-415) — эскадренный миноносец типа «Симс».
5. O’Brien (DD-51) — эскадренный миноносец типа «О’Брайен».
6. O’Brien (DD-725) — эскадренный миноносец типа «Аллен М. Самнер».
7. O’Brien (DD-975) — эскадренный миноносец типа «Спрюэнс».
8. O’Flaherty (DE-340) — эскортный миноносец типа «Джон Батлер».
9. O’Hare (DD-889) — эскадренный миноносец типа «Гиринг».
10. O’Kane (DDG-77) — эскадренный миноносец типа «Арли Бёрк».
11. O’Neill (DE-188) — эскортный миноносец типа «Кэннон».
12. O’Reilly (DE-330) — эскортный миноносец типа «Эдселл».
13. O’Toole (DE-527) — эскортный миноносец типа «Эвартс».
14. Oberrender (DE-344) — эскортный миноносец типа «Джон Батлер».
15. Odum APD-71) — эскортный миноносец типа «Бакли».
16. Oldendorf (DD-972) — эскадренный миноносец типа «Спрюэнс».
17. Oliver Mitchell (DE-417) — эскортный миноносец типа «Джон Батлер».
18. Ordronaux (DD-617) — эскадренный миноносец типа «Бенсон».
19. Orleck (DD-886) — эскадренный миноносец типа «Гиринг».
20. Osberg (DE-538) — эскортный миноносец типа «Джон Батлер».
21. Osborne (DD-295) — эскадренный миноносец типа «Клемсон».
22. Oscar Austin (DDG-79) — эскадренный миноносец типа «Арли Бёрк».
23. Osmond Ingram (DD-255) — эскадренный миноносец типа «Клемсон».
24. Osmus (DE-701) — эскортный миноносец типа «Бакли».
25. Osterhaus (DE-164) — эскортный миноносец типа «Кэннон».
26. Oswald (DE-767) — эскортный миноносец типа «Кэннон».
27. Otter (DE-210) — эскортный миноносец типа «Бакли».
28. Otterstetter (DE-244) — эскортный миноносец типа «Эдселл».
29. Overton (DD-239) — эскадренный миноносец типа «Клемсон».
30. Owen (DD-536) — эскадренный миноносец типа «Флетчер».
31. Ozbourn (DD-846) — эскадренный миноносец типа «Гиринг».

## P
| # A B C D E F G H I J K L M N O P Q R S T U V W X Y Z |

1. Palmer (DD-161) — эскадренный миноносец типа «Викс».
2. Parker (DD-48) — эскадренный миноносец типа «Элвин».
3. Parker (DD-604) — эскадренный миноносец типа «Бенсон».
4. Parks (DE-165) — эскортный миноносец типа «Кэннон».
5. Parle (DE-708) — эскортный миноносец типа «Рэддероу».
6. Parrott (DD-218) — эскадренный миноносец типа «Клемсон».
7. Parsons (DD-949) — эскадренный миноносец типа «Форрест Шерман».
8. Patterson (DD-36) — эскадренный миноносец типа «Полдинг».
9. Patterson (DD-392) — эскадренный миноносец типа «Бэгли».
10. Paul F. Foster (DD-964) — эскадренный миноносец типа «Спрюэнс».
11. Paul G. Baker (DE-642) — эскортный миноносец типа «Бакли».
12. Paul Hamilton (DD-307) — эскадренный миноносец типа «Клемсон».
13. Paul Hamilton (DD-590) — эскадренный миноносец типа «Флетчер».
14. Paul Hamilton (DDG-60) — эскадренный миноносец типа «Арли Бёрк».
15. Paul Jones (DD-10) — эскадренный миноносец типа «Бейнбридж».
16. Paul Jones (DD-230) — эскадренный миноносец типа «Клемсон».
17. Paulding (DD-22) — эскадренный миноносец типа «Полдинг».
18. Pavlic APD-70) — эскортный миноносец типа «Бакли».
19. Peary (DD-226) — эскадренный миноносец типа «Клемсон».
20. Peiffer (DE-588) — эскортный миноносец типа «Рэддероу».
21. Pennewill (DE-175) — эскортный миноносец типа «Кэннон».
22. Percival (DD-298) — эскадренный миноносец типа «Клемсон».
23. Perkins (DD-26) — эскадренный миноносец типа «Полдинг».
24. Perkins (DD-377) — эскадренный миноносец типа «Мэхэн».
25. Perkins (DD-877) — эскадренный миноносец типа «Гиринг».
26. Perry (DD-11) — эскадренный миноносец типа «Бейнбридж».
27. Perry (DD-340) — эскадренный миноносец типа «Клемсон».
28. Perry (DD-844) — эскадренный миноносец типа «Гиринг».
29. Peterson (DD-969) — эскадренный миноносец типа «Спрюэнс».
30. Peterson (DE-152) — эскортный миноносец типа «Эдселл».
31. Pettit (DE-253) — эскортный миноносец типа «Эдселл».
32. Phelps (DD-360) — эскадренный миноносец типа «Портер».
33. Philip (DD-498) — эскадренный миноносец типа «Флетчер».
34. Philip (DD-76) — эскадренный миноносец типа «Викс».
35. Picking (DD-685) — эскадренный миноносец типа «Флетчер».
36. Pillsbury (DD-227) — эскадренный миноносец типа «Клемсон».
37. Pillsbury (DE-133) — эскортный миноносец типа «Эдселл».
38. Pinckney (DDG-91) — эскадренный миноносец типа «Арли Бёрк».
39. Plunkett (DD-431) — эскадренный миноносец типа «Гливс».
40. Poole (DE-151) — эскортный миноносец типа «Эдселл».
41. Pope (DD-225) — эскадренный миноносец типа «Клемсон».
42. Pope (DE-134) — эскортный миноносец типа «Эдселл».
43. Porter (DD-356) — эскадренный миноносец типа «Портер».
44. Porter (DD-59) — эскадренный миноносец типа «Такер».
45. Porter (DD-800) — эскадренный миноносец типа «Флетчер».
46. Porter (DDG-78) — эскадренный миноносец типа «Арли Бёрк».
47. Porterfield (DD-682) — эскадренный миноносец типа «Флетчер».
48. Power (DD-839) — эскадренный миноносец типа «Гиринг».
49. Pratt (DE-363) — эскортный миноносец типа «Джон Батлер».
50. Preble (DD-12) — эскадренный миноносец типа «Бейнбридж».
51. Preble (DD-345) — эскадренный миноносец типа «Клемсон».
52. Preble (DDG-46) — эскадренный миноносец типа «Кунц».
53. Preble (DDG-88) — эскадренный миноносец типа «Арли Бёрк».
54. Presley (DE-371) — эскортный миноносец типа «Джон Батлер».
55. Preston (DD-19) — эскадренный миноносец типа «Смит».
56. Preston (DD-327) — эскадренный миноносец типа «Клемсон».
57. Preston (DD-379) — эскадренный миноносец типа «Мэхэн».
58. Preston (DD-795) — эскадренный миноносец типа «Флетчер».
59. Price (DE-332) — эскортный миноносец типа «Эдселл».
60. Prichett (DD-561) — эскадренный миноносец типа «Флетчер».
61. Pride (DE-323) — эскортный миноносец типа «Эдселл».
62. Pringle (DD-477) — эскадренный миноносец типа «Флетчер».
63. Pruitt (DD-347) — эскадренный миноносец типа «Клемсон».
64. Purdy (DD-734) — эскадренный миноносец типа «Аллен М. Самнер».
65. Putnam (DD-287) — эскадренный миноносец типа «Клемсон».
66. Putnam (DD-757) — эскадренный миноносец типа «Аллен М. Самнер».

## Q
| # A B C D E F G H I J K L M N O P Q R S T U V W X Y Z |

1. Quick (DD-490) — эскадренный миноносец типа «Гливс».

## R
| # A B C D E F G H I J K L M N O P Q R S T U V W X Y Z |

1. Raby (DE-698) — эскортный миноносец типа «Бакли».
2. Radford (DD-120) — эскадренный миноносец типа «Викс».
3. Radford (DD-446) — эскадренный миноносец типа «Флетчер».
4. Rall (DE-304) — эскортный миноносец типа «Эвартс».
5. Ralph Talbot (DD-390) — эскадренный миноносец типа «Бэгли».
6. Ramage (DDG-61) — эскадренный миноносец типа «Арли Бёрк».
7. Ramsay (DD-124) — эскадренный миноносец типа «Викс».
8. Ramsden (DE-382) — эскортный миноносец типа «Эдселл».
9. Rathburne (DD-113) — эскадренный миноносец типа «Викс».
10. Raymond (DE-341) — эскортный миноносец типа «Джон Батлер».
11. Reeves (DE-156) — эскортный миноносец типа «Бакли».
12. Reid (DD-21) — эскадренный миноносец типа «Смит».
13. Reid (DD-292) — эскадренный миноносец типа «Клемсон».
14. Reid (DD-369) — эскадренный миноносец типа «Мэхэн».
15. Remey (DD-688) — эскадренный миноносец типа «Флетчер».
16. Reno (DD-303) — эскадренный миноносец типа «Клемсон».
17. Renshaw (DD-176) — эскадренный миноносец типа «Викс».
18. Renshaw (DD-499) — эскадренный миноносец типа «Флетчер».
19. Reuben James (DD-245) — эскадренный миноносец типа «Клемсон».
20. Reuben James (DE-153) — эскортный миноносец типа «Бакли».
21. Reybold (DE-177) — эскортный миноносец типа «Кэннон».
22. Reynolds (DE-42) — эскортный миноносец типа «Эвартс».
23. Rhind (DD-404) — эскадренный миноносец типа «Бэнхэм».
24. Rhodes (DE-384) — эскортный миноносец типа «Эдселл».
25. Rich (DD-820) — эскадренный миноносец типа «Гиринг».
26. Rich (DE-695) — эскортный миноносец типа «Бакли».
27. Richard B. Anderson (DD-786) — эскадренный миноносец типа «Гиринг».
28. Richard E. Byrd (DDG-23) — эскадренный миноносец типа «Чарльз Ф. Адамс».
29. Richard E. Kraus (DD-849) — эскадренный миноносец типа «Гиринг».
30. Richard M. Rowell (DE-403) — эскортный миноносец типа «Джон Батлер».
31. Richard P. Leary (DD-664) — эскадренный миноносец типа «Флетчер».
32. Richard S. Bull (DE-402) — эскортный миноносец типа «Джон Батлер».
33. Richard S. Edwards (DD-950) — эскадренный миноносец типа «Форрест Шерман».
34. Richard W. Suesens (DE-342) — эскортный миноносец типа «Джон Батлер».
35. Richey (DE-385) — эскортный миноносец типа «Эдселл».
36. Ricketts (DE-254) — эскортный миноносец типа «Эдселл».
37. Riddle (DE-185) — эскортный миноносец типа «Кэннон».
38. Riley (DE-579) — эскортный миноносец типа «Рэддероу».
39. Rinehart (DE-196) — эскортный миноносец типа «Кэннон».
40. Ringgold (DD-500) — эскадренный миноносец типа «Флетчер».
41. Ringgold (DD-89) — эскадренный миноносец типа «Викс».
42. Rizal (DD-174) — эскадренный миноносец типа «Викс».
43. Rizzi (DE-537) — эскортный миноносец типа «Джон Батлер».
44. Robert A. Owens (DD-827) — эскадренный миноносец типа «Гиринг».
45. Robert Brazier (DE-345) — эскортный миноносец типа «Джон Батлер».
46. Robert E. Peary (DE-132) — эскортный миноносец типа «Эдселл».
47. Robert F. Keller (DE-419) — эскортный миноносец типа «Джон Батлер».
48. Robert H. McCard (DD-822) — эскадренный миноносец типа «Гиринг».
49. Robert I. Paine (DE-578) — эскортный миноносец типа «Бакли».
50. Robert K. Huntington (DD-781) — эскадренный миноносец типа «Аллен М. Самнер».
51. Robert L. Wilson (DD-847) — эскадренный миноносец типа «Гиринг».
52. Robert Smith (DD-324) — эскадренный миноносец типа «Клемсон».
53. Roberts (DE-749) — эскортный миноносец типа «Кэннон».
54. Robinson (DD-562) — эскадренный миноносец типа «Флетчер».
55. Robinson (DD-88) — эскадренный миноносец типа «Викс».
56. Robison (DDG-12) — эскадренный миноносец типа «Чарльз Ф. Адамс».
57. Roche (DE-197) — эскортный миноносец типа «Кэннон».
58. Rodgers (DD-254) — эскадренный миноносец типа «Клемсон».
59. Rodman (DD-456) — эскадренный миноносец типа «Гливс».
60. Roe (DD-24) — эскадренный миноносец типа «Полдинг».
61. Roe (DD-418) — эскадренный миноносец типа «Симс».
62. Rogers (DD-876) — эскадренный миноносец типа «Гиринг».
63. Rolf (DE-362) — эскортный миноносец типа «Джон Батлер».
64. Rombach (DE-364) — эскортный миноносец типа «Джон Батлер».
65. Rooks (DD-804) — эскадренный миноносец типа «Флетчер».
66. Roosevelt (DDG-80) — эскадренный миноносец типа «Арли Бёрк».
67. Roper (DD-147) — эскадренный миноносец типа «Викс».
68. Ross (DD-563) — эскадренный миноносец типа «Флетчер».
69. Ross (DDG-71) — эскадренный миноносец типа «Арли Бёрк».
70. Rowan (DD-405) — эскадренный миноносец типа «Бэнхэм».
71. Rowan (DD-64) — эскадренный миноносец типа «Сэмпсон».
72. Rowan (DD-782) — эскадренный миноносец типа «Гиринг».
73. Rowe (DD-564) — эскадренный миноносец типа «Флетчер».
74. Roy O. Hale (DE-336) — эскортный миноносец типа «Эдселл».
75. Rudderow (DE-224) — эскортный миноносец типа «Рэддероу».
76. Runels (DE-793) — эскортный миноносец типа «Бакли».
77. Rupertus (DD-851) — эскадренный миноносец типа «Гиринг».
78. Russell (DD-414) — эскадренный миноносец типа «Симс».
79. Russell (DDG-59) — эскадренный миноносец типа «Арли Бёрк».

## S
| # A B C D E F G H I J K L M N O P Q R S T U V W X Y Z |

1. S. P. Lee (DD-310) — эскадренный миноносец типа «Клемсон».
2. Sampson (DD-394) — эскадренный миноносец типа «Сомерс».
3. Sampson (DD-63) — эскадренный миноносец типа «Сэмпсон».
4. Sampson (DDG-10) — эскадренный миноносец типа «Чарльз Ф. Адамс».
5. Sampson (DDG-102) — эскадренный миноносец типа «Арли Бёрк».
6. Samuel B. Roberts (DD-823) — эскадренный миноносец типа «Гиринг».
7. Samuel B. Roberts (DE-413) — эскортный миноносец типа «Джон Батлер».
8. Samuel N. Moore (DD-747) — эскадренный миноносец типа «Аллен М. Самнер».
9. Samuel S. Miles (DE-183) — эскортный миноносец типа «Кэннон».
10. Sanders (DE-40) — эскортный миноносец типа «Эвартс».
11. Sands (DD-243) — эскадренный миноносец типа «Клемсон».
12. Sarsfield (DD-837) — эскадренный миноносец типа «Гиринг».
13. Satterlee (DD-190) — эскадренный миноносец типа «Клемсон».
14. Satterlee (DD-626) — эскадренный миноносец типа «Гливс».
15. Saufley (DD-465) — эскадренный миноносец типа «Флетчер».
16. Savage (DE-386) — эскортный миноносец типа «Эдселл».
17. Schenck (DD-159) — эскадренный миноносец типа «Викс».
18. Schley (DD-103) — эскадренный миноносец типа «Викс».
19. Schmitt (DE-676) — эскортный миноносец типа «Бакли».
20. Schroeder (DD-501) — эскадренный миноносец типа «Флетчер».
21. Scott (DDG-995) — эскадренный миноносец типа «Кидд».
22. Scott (DE-214) — эскортный миноносец типа «Бакли».
23. Scroggins (DE-799) — эскортный миноносец типа «Бакли».
24. Sederstrom (DE-31) — эскортный миноносец типа «Эвартс».
25. Seid (DE-256) — эскортный миноносец типа «Эвартс».
26. Selfridge (DD-320) — эскадренный миноносец типа «Клемсон».
27. Selfridge (DD-357) — эскадренный миноносец типа «Портер».
28. Sellers (DDG-11) — эскадренный миноносец типа «Чарльз Ф. Адамс».
29. Sellstrom (DE-255) — эскортный миноносец типа «Эдселл».
30. Semmes (DD-189) — эскадренный миноносец типа «Клемсон».
31. Semmes (DD-189) — эскадренный миноносец типа «Клемсон».
32. Semmes (DDG-18) — эскадренный миноносец типа «Чарльз Ф. Адамс».
33. Sharkey (DD-281) — эскадренный миноносец типа «Клемсон».
34. Shaw (DD-373) — эскадренный миноносец типа «Мэхэн».
35. Shaw (DD-68) — эскадренный миноносец типа «Сэмпсон».
36. Shelton (DD-790) — эскадренный миноносец типа «Гиринг».
37. Shelton (DE-407) — эскортный миноносец типа «Джон Батлер».
38. Shields (DD-596) — эскадренный миноносец типа «Флетчер».
39. Shirk (DD-318) — эскадренный миноносец типа «Клемсон».
40. Shoup (DDG-86) — эскадренный миноносец типа «Арли Бёрк».
41. Shubrick (DD-268) — эскадренный миноносец типа «Клемсон».
42. Shubrick (DD-639) — эскадренный миноносец типа «Гливс».
43. Sicard (DD-346) — эскадренный миноносец типа «Клемсон».
44. Sigourney (DD-643) — эскадренный миноносец типа «Флетчер».
45. Sigourney (DD-81) — эскадренный миноносец типа «Викс».
46. Sigsbee (DD-502) — эскадренный миноносец типа «Флетчер».
47. Silverstein (DE-534) — эскортный миноносец типа «Джон Батлер».
48. Simpson (DD-221) — эскадренный миноносец типа «Клемсон».
49. Sims (DD-409) — эскадренный миноносец типа «Симс».
50. Sims (DE-154) — эскортный миноносец типа «Бакли».
51. Sinclair (DD-275) — эскадренный миноносец типа «Клемсон».
52. Slater (DE-766) — эскортный миноносец типа «Кэннон».
53. Sloat (DD-316) — эскадренный миноносец типа «Клемсон».
54. Sloat (DE-245) — эскортный миноносец типа «Эдселл».
55. Smalley (DD-565) — эскадренный миноносец типа «Флетчер».
56. Smartt (DE-257) — эскортный миноносец типа «Эвартс».
57. Smith (DD-17) — эскадренный миноносец типа «Смит».
58. Smith (DD-378) — эскадренный миноносец типа «Мэхэн».
59. Smith Thompson (DD-212) — эскадренный миноносец типа «Клемсон».
60. Snowden (DE-246) — эскортный миноносец типа «Эдселл».
61. Snyder (DE-745) — эскортный миноносец типа «Кэннон».
62. Solar (DE-221) — эскортный миноносец типа «Бакли».
63. Soley (DD-707) — эскадренный миноносец типа «Аллен М. Самнер».
64. Somali (DE-111) — эскортный миноносец типа «Кэннон».
65. Somers (DD-301) — эскадренный миноносец типа «Клемсон».
66. Somers (DD-381) — эскадренный миноносец типа «Сомерс».
67. Somers (DD-947) — эскадренный миноносец типа «Форрест Шерман».
68. Southard (DD-207) — эскадренный миноносец типа «Клемсон».
69. Southerland (DD-743) — эскадренный миноносец типа «Гиринг».
70. Spangenberg (DE-223) — эскортный миноносец типа «Бакли».
71. Spangler (DE-696) — эскортный миноносец типа «Бакли».
72. Spence (DD-512) — эскадренный миноносец типа «Флетчер».
73. Sproston (DD-173) — эскадренный миноносец типа «Викс».
74. Sproston (DD-577) — эскадренный миноносец типа «Флетчер».
75. Spruance (DD-963) — эскадренный миноносец типа «Спрюэнс».
76. Spruance (DDG-111) — эскадренный миноносец типа «Арли Бёрк».
77. Stack (DD-406) — эскадренный миноносец типа «Бэнхэм».
78. Stadtfield (DE-29) — эскортный миноносец типа «Эвартс».
79. Stafford (DE-411) — эскортный миноносец типа «Джон Батлер».
80. Stanly (DD-478) — эскадренный миноносец типа «Флетчер».
81. Stansbury (DD-180) — эскадренный миноносец типа «Викс».
82. Stanton (DE-247) — эскортный миноносец типа «Эдселл».
83. Steele (DE-8) — эскортный миноносец типа «Эвартс».
84. Steinaker (DD-863) — эскадренный миноносец типа «Гиринг».
85. Stembel (DD-644) — эскадренный миноносец типа «Флетчер».
86. Stephen Potter (DD-538) — эскадренный миноносец типа «Флетчер».
87. Sterett (DD-27) — эскадренный миноносец типа «Полдинг».
88. Sterett (DD-407) — эскадренный миноносец типа «Бэнхэм».
89. Sterett (DDG-104) — эскадренный миноносец типа «Арли Бёрк».
90. Stern (DE-187) — эскортный миноносец типа «Кэннон».
91. Stethem (DDG-63) — эскадренный миноносец типа «Арли Бёрк».
92. Stevens (DD-479) — эскадренный миноносец типа «Флетчер».
93. Stevens (DD-86) — эскадренный миноносец типа «Викс».
94. Stevenson (DD-645) — эскадренный миноносец типа «Гливс».
95. Stewart (DD-13) — эскадренный миноносец типа «Бейнбридж».
96. Stewart (DD-224) — эскадренный миноносец типа «Клемсон».
97. Stewart (DE-238) — эскортный миноносец типа «Эдселл».
98. Stickell (DD-888) — эскадренный миноносец типа «Гиринг».
99. Stockdale (DDG-106) — эскадренный миноносец типа «Арли Бёрк».
100. Stockdale (DE-399) — эскортный миноносец типа «Эдселл».
101. Stockham (DD-683) — эскадренный миноносец типа «Флетчер».
102. Stockton (DD-646) — эскадренный миноносец типа «Гливс».
103. Stockton (DD-73) — эскадренный миноносец типа «Колдуэлл».
104. Stoddard (DD-566) — эскадренный миноносец типа «Флетчер».
105. Stoddert (DD-302) — эскадренный миноносец типа «Клемсон».
106. Stormes (DD-780) — эскадренный миноносец типа «Аллен М. Самнер».
107. Stout (DDG-55) — эскадренный миноносец типа «Арли Бёрк».
108. Straub (DE-181) — эскортный миноносец типа «Кэннон».
109. Straus (DE-408) — эскортный миноносец типа «Джон Батлер».
110. Stribling (DD-867) — эскадренный миноносец типа «Гиринг».
111. Stribling (DD-96) — эскадренный миноносец типа «Викс».
112. Strickland (DE-333) — эскортный миноносец типа «Эдселл».
113. Stringham (DD-83) — эскадренный миноносец типа «Викс».
114. Strong (DD-467) — эскадренный миноносец типа «Флетчер».
115. Strong (DD-758) — эскадренный миноносец типа «Аллен М. Самнер».
116. Stump (DD-978) — эскадренный миноносец типа «Спрюэнс».
117. Sturtevant (DD-240) — эскадренный миноносец типа «Клемсон».
118. Sturtevant (DE-239) — эскортный миноносец типа «Эдселл».
119. Sumner (DD-333) — эскадренный миноносец типа «Клемсон».
120. Sutton (DE-771) — эскортный миноносец типа «Кэннон».
121. Swanson (DD-443) — эскадренный миноносец типа «Гливс».
122. Swasey (DD-273) — эскадренный миноносец типа «Клемсон».
123. Swasey (DE-248) — эскортный миноносец типа «Эдселл».
124. Swearer (DE-186) — эскортный миноносец типа «Кэннон».
125. Swenning (DE-394) — эскортный миноносец типа «Эдселл».

## T
| # A B C D E F G H I J K L M N O P Q R S T U V W X Y Z |

1. Tabberer (DE-418) — эскортный миноносец типа «Джон Батлер».
2. Talbot (DD-114) — эскадренный миноносец типа «Викс».
3. Tarbell (DD-142) — эскадренный миноносец типа «Викс».
4. Tattnall (DD-125) — эскадренный миноносец типа «Викс».
5. Tattnall (DDG-19) — эскадренный миноносец типа «Чарльз Ф. Адамс».
6. Tatum (DE-789) — эскортный миноносец типа «Бакли».
7. Taussig (DD-746) — эскадренный миноносец типа «Аллен М. Самнер».
8. Taylor (DD-468) — эскадренный миноносец типа «Флетчер».
9. Taylor (DD-94) — эскадренный миноносец типа «Викс».
10. Terry (DD-25) — эскадренный миноносец типа «Полдинг».
11. Terry (DD-513) — эскадренный миноносец типа «Флетчер».
12. Thaddeus Parker (DE-369) — эскортный миноносец типа «Джон Батлер».
13. Thatcher (DD-162) — эскадренный миноносец типа «Викс».
14. Thatcher (DD-514) — эскадренный миноносец типа «Флетчер».
15. The Sullivans (DD-537) — эскадренный миноносец типа «Флетчер».
16. The Sullivans (DDG-68) — эскадренный миноносец типа «Арли Бёрк».
17. Theodore E. Chandler (DD-717) — эскадренный миноносец типа «Гиринг».
18. Thomas (DD-182) — эскадренный миноносец типа «Викс».
19. Thomas (DE-102) — эскортный миноносец типа «Кэннон».
20. Thomas F. Nickel (DE-587) — эскортный миноносец типа «Рэддероу».
21. Thomas J. Gary (DE-326) — эскортный миноносец типа «Эдселл».
22. Thomason (DE-203) — эскортный миноносец типа «Бакли».
23. Thompson (DD-305) — эскадренный миноносец типа «Клемсон».
24. Thompson (DD-627) — эскадренный миноносец типа «Гливс».
25. Thorn (DD-647) — эскадренный миноносец типа «Гливс».
26. Thorn (DD-988) — эскадренный миноносец типа «Спрюэнс».
27. Thornhill (DE-195) — эскортный миноносец типа «Кэннон».
28. Thornton (DD-270) — эскадренный миноносец типа «Клемсон».
29. Tillman (DD-135) — эскадренный миноносец типа «Викс».
30. Tillman (DD-641) — эскадренный миноносец типа «Гливс».
31. Tills (DE-748) — эскортный миноносец типа «Кэннон».
32. Timmerman (DD-828) — эскадренный миноносец типа «Гиринг».
33. Tingey (DD-272) — эскадренный миноносец типа «Клемсон».
34. Tingey (DD-539) — эскадренный миноносец типа «Флетчер».
35. Tinsman (DE-589) — эскортный миноносец типа «Рэддероу».
36. Tisdale (DE-33) — эскортный миноносец типа «Эвартс».
37. Tomich (DE-242) — эскортный миноносец типа «Эдселл».
38. Toucey (DD-282) — эскадренный миноносец типа «Клемсон».
39. Towers (DDG-9) — эскадренный миноносец типа «Чарльз Ф. Адамс».
40. Tracy (DD-214) — эскадренный миноносец типа «Клемсон».
41. Trathen (DD-530) — эскадренный миноносец типа «Флетчер».
42. Traw (DE-350) — эскортный миноносец типа «Джон Батлер».
43. Trever (DD-339) — эскадренный миноносец типа «Клемсон».
44. Trippe (DD-33) — эскадренный миноносец типа «Полдинг».
45. Trippe (DD-403) — эскадренный миноносец типа «Бэнхэм».
46. Trumpeter (DE-180) — эскортный миноносец типа «Кэннон».
47. Truxtun (DD-14) — эскадренный миноносец типа «Тракстон».
48. Truxtun (DD-229) — эскадренный миноносец типа «Клемсон».
49. Truxtun (DDG-103) — эскадренный миноносец типа «Арли Бёрк».
50. Tucker (DD-374) — эскадренный миноносец типа «Мэхэн».
51. Tucker (DD-57) — эскадренный миноносец типа «Такер».
52. Turner (DD-259) — эскадренный миноносец типа «Клемсон».
53. Turner (DD-648) — эскадренный миноносец типа «Гливс».
54. Turner (DD-834) — эскадренный миноносец типа «Гиринг».
55. Turner Joy (DD-951) — эскадренный миноносец типа «Форрест Шерман».
56. Tweedy (DE-532) — эскортный миноносец типа «Джон Батлер».
57. Twiggs (DD-127) — эскадренный миноносец типа «Викс».
58. Twiggs (DD-591) — эскадренный миноносец типа «Флетчер».
59. Twining (DD-540) — эскадренный миноносец типа «Флетчер».

## U
| # A B C D E F G H I J K L M N O P Q R S T U V W X Y Z |

1. Uhlmann (DD-687) — эскадренный миноносец типа «Флетчер».
2. Ulvert M. Moore (DE-442) — эскортный миноносец типа «Джон Батлер».
3. Underhill (DE-682) — эскортный миноносец типа «Бакли».
4. Upshur (DD-144) — эскадренный миноносец типа «Викс».

## V
| # A B C D E F G H I J K L M N O P Q R S T U V W X Y Z |

1. Vammen (DE-644) — эскортный миноносец типа «Бакли».
2. Van Valkenburgh (DD-656) — эскадренный миноносец типа «Флетчер».
3. Van Voorhis (DE-1028) — эскортный миноносец типа «Деали».
4. Vance (DE-387) — эскортный миноносец типа «Эдселл».
5. Vandivier (DER-540) — эскортный миноносец типа «Джон Батлер».
6. Varian (DE-798) — эскортный миноносец типа «Бакли».
7. Vesole (DD-878) — эскадренный миноносец типа «Гиринг».
8. Vogelgesang (DD-862) — эскадренный миноносец типа «Гиринг».

## W
| # A B C D E F G H I J K L M N O P Q R S T U V W X Y Z |

1. Waddell (DDG-24) — эскадренный миноносец типа «Чарльз Ф. Адамс».
2. Wadleigh (DD-689) — эскадренный миноносец типа «Флетчер».
3. Wadsworth (DD-516) — эскадренный миноносец типа «Флетчер».
4. Wadsworth (DD-60) — эскадренный миноносец типа «Такер».
5. Wagner (DE-539) — эскортный миноносец типа «Джон Батлер».
6. Wainwright (DD-419) — эскадренный миноносец типа «Симс».
7. Wainwright (DD-62) — эскадренный миноносец типа «Такер».
8. Waldron (DD-699) — эскадренный миноносец типа «Аллен М. Самнер».
9. Walke (DD-34) — эскадренный миноносец типа «Полдинг».
10. Walke (DD-416) — эскадренный миноносец типа «Симс».
11. Walke (DD-723) — эскадренный миноносец типа «Аллен М. Самнер».
12. Walker (DD-163) — эскадренный миноносец типа «Викс».
13. Walker (DD-517) — эскадренный миноносец типа «Флетчер».
14. Wallace L. Lind (DD-703) — эскадренный миноносец типа «Аллен М. Самнер».
15. Waller (DD-466) — эскадренный миноносец типа «Флетчер».
16. Walter C. Wann (DE-412) — эскортный миноносец типа «Джон Батлер».
17. Walter S. Brown (DE-258) — эскортный миноносец типа «Эвартс».
18. Walton (DE-361) — эскортный миноносец типа «Джон Батлер».
19. Ward (DD-139) — эскадренный миноносец типа «Викс».
20. Warrington (DD-30) — эскадренный миноносец типа «Полдинг».
21. Warrington (DD-383) — эскадренный миноносец типа «Сомерс».
22. Warrington (DD-843) — эскадренный миноносец типа «Гиринг».
23. Wasmuth (DD-338) — эскадренный миноносец типа «Клемсон».
24. Waterman (DE-740) — эскортный миноносец типа «Кэннон».
25. Waters (DD-115) — эскадренный миноносец типа «Викс».
26. Watts (DD-567) — эскадренный миноносец типа «Флетчер».
27. Wayne E. Meyer (DDG-108) — эскадренный миноносец типа «Арли Бёрк».
28. Weaver (DE-741) — эскортный миноносец типа «Кэннон».
29. Weber (DE-675) — эскортный миноносец типа «Бакли».
30. Wedderburn (DD-684) — эскадренный миноносец типа «Флетчер».
31. Weeden (DE-797) — эскортный миноносец типа «Бакли».
32. Welborn C. Wood (DD-195) — эскадренный миноносец типа «Клемсон».
33. Welborn C. Wood (DD-195) — эскадренный миноносец типа «Клемсон».
34. Welles (DD-257) — эскадренный миноносец типа «Клемсон».
35. Welles (DD-628) — эскадренный миноносец типа «Гливс».
36. Wesson (DE-184) — эскортный миноносец типа «Кэннон».
37. Whipple (DD-15) — эскадренный миноносец типа «Тракстон».
38. Whipple (DD-217) — эскадренный миноносец типа «Клемсон».
39. Whitehurst (DE-634) — эскортный миноносец типа «Бакли».
40. Whitman (DE-24) — эскортный миноносец типа «Эвартс».
41. Wickes (DD-578) — эскадренный миноносец типа «Флетчер».
42. Wickes (DD-75) — эскадренный миноносец типа «Викс».
43. Wileman (DE-22) — эскортный миноносец типа «Эвартс».
44. Wiley (DD-597) — эскадренный миноносец типа «Флетчер».
45. Wilhoite (DE-397) — эскортный миноносец типа «Эдселл».
46. Wilkes (DD-441) — эскадренный миноносец типа «Гливс».
47. Wilkes (DD-67) — эскадренный миноносец типа «Сэмпсон».
48. Wilkinson (DL-5) — эскадренный миноносец типа «Митчер».
49. Willard Keith (DD-775) — эскадренный миноносец типа «Аллен М. Самнер».
50. William B. Preston (DD-344) — эскадренный миноносец типа «Клемсон».
51. William C. Cole (DE-641) — эскортный миноносец типа «Бакли».
52. William C. Lawe (DD-763) — эскадренный миноносец типа «Гиринг».
53. William C. Miller (DE-259) — эскортный миноносец типа «Эвартс».
54. William D. Porter (DD-579) — эскадренный миноносец типа «Флетчер».
55. William Jones (DD-308) — эскадренный миноносец типа «Клемсон».
56. William M. Wood (DD-715) — эскадренный миноносец типа «Гиринг».
57. William P. Lawrence (DDG-110) — эскадренный миноносец типа «Арли Бёрк».
58. William R. Rush (DD-714) — эскадренный миноносец типа «Гиринг».
59. William Seiverling (DE-441) — эскортный миноносец типа «Джон Батлер».
60. William T. Powell (DE-213) — эскортный миноносец типа «Бакли».
61. William V. Pratt (DDG-44) — эскадренный миноносец типа «Кунц».
62. Williams (DD-108) — эскадренный миноносец типа «Викс».
63. Williams (DE-372) — эскортный миноносец типа «Джон Батлер».
64. Williamson (DD-244) — эскадренный миноносец типа «Клемсон».
65. Willis (DE-395) — эскортный миноносец типа «Эдселл».
66. Willis A. Lee (DL-4) — эскадренный миноносец типа «Митчер».
67. Willmarth (DE-638) — эскортный миноносец типа «Бакли».
68. Wilson (DD-408) — эскадренный миноносец типа «Бэнхэм».
69. Wiltsie (DD-716) — эскадренный миноносец типа «Гиринг».
70. Wingfield (DE-194) — эскортный миноносец типа «Кэннон».
71. Winslow (DD-359) — эскадренный миноносец типа «Портер».
72. Winslow (DD-53) — эскадренный миноносец типа «О’Брайен».
73. Winston S. Churchill (DDG-81) — эскадренный миноносец типа «Арли Бёрк».
74. Wintle (DE-25) — эскортный миноносец типа «Эвартс».
75. Wiseman (DE-667) — эскортный миноносец типа «Бакли».
76. Witek (DD-848) — эскадренный миноносец типа «Гиринг».
77. Witter (DE-636) — эскортный миноносец типа «Бакли».
78. Wood (DD-317) — эскадренный миноносец типа «Клемсон».
79. Woodbury (DD-309) — эскадренный миноносец типа «Клемсон».
80. Woodson (DE-359) — эскортный миноносец типа «Джон Батлер».
81. Woodworth (DD-460) — эскадренный миноносец типа «Бенсон».
82. Woolsey (DD-437) — эскадренный миноносец типа «Гливс».
83. Woolsey (DD-77) — эскадренный миноносец типа «Викс».
84. Worden (DD-16) — эскадренный миноносец типа «Тракстон».
85. Worden (DD-288) — эскадренный миноносец типа «Клемсон».
86. Worden (DD-352) — эскадренный миноносец типа «Фаррагут».
87. Wren (DD-568) — эскадренный миноносец типа «Флетчер».
88. Wyffels (DE-6) — эскортный миноносец типа «Эвартс».
89. Wyman (DE-38) — эскортный миноносец типа «Эвартс».

## Y
| # A B C D E F G H I J K L M N O P Q R S T U V W X Y Z |

1. Yarborough (DD-314) — эскадренный миноносец типа «Клемсон».
2. Yarnall (DD-143) — эскадренный миноносец типа «Викс».
3. Yarnall (DD-541) — эскадренный миноносец типа «Флетчер».
4. Yokes (APD-69) — эскортный миноносец типа «Бакли».
5. Young (DD-312) — эскадренный миноносец типа «Клемсон».
6. Young (DD-580) — эскадренный миноносец типа «Флетчер».

## Z
| # A B C D E F G H I J K L M N O P Q R S T U V W X Y Z |

1. Zane (DD-337) — эскадренный миноносец типа «Клемсон».
2. Zeilin (DD-313) — эскадренный миноносец типа «Клемсон».
3. Zellars (DD-777) — эскадренный миноносец типа «Аллен М. Самнер».